# Тур WTA 2015
Тур WTA 2015 був серією елітних професійних тенісних турнірів, які пройшли під егідою Жіночої тенісної асоціації (WTA) упродовж 2015 року. Календар Туру WTA 2015 містив турніри Великого шолома (під егідою Міжнародної тенісної федерації (ITF), Турніри WTA Premier (Premier Mandatory, Premier 5 і звичайні Premier), Турніри WTA International, Кубок Федерації (організований ITF), чемпіонати кінця сезону (Чемпіонат WTA і WTA Elite Trophy). Також до календаря 2015 належав Кубок Гопмана, організатором якого є ITF і на якому не розігруються рейтингові очки.

## Графік
Нижче наведено повний розклад турнірів на 2015 рік, включаючи перелік тенісисток, які дійшли на турнірах щонайменше до чвертьфіналу.
Легенда
| Турніри Великого шолома      |
| Чемпіонати закінчення сезону |
| WTA Premier Mandatory        |
| WTA Premier 5                |
| WTA Premier                  |
| WTA International            |
| Командні змагання            |

### Січень
| Тиждень             | Турнір | Чемпіонки                                        | Фіналістки                        | Півфіналістки                                 | Чвертьфіналістки                                                                  |
| ------------------- | --- | ------------------------------------------------ | --------------------------------- | --------------------------------------------- | --------------------------------------------------------------------------------- |
| 5 січня             | Кубок Гопмана Perth, Австралія Турнір змішаних команд ITF $1,000,000 – Хард (п) – 8 команд (ГР)                                                               | Польща 2–1                                       | США                               | Круговий турнір (Група A) Канада Чехія Італія | Круговий турнір (Група B) Австралія Франція Велика Британія                       |
| 5 січня             | Brisbane International Брисбен, Австралія WTA Premier $1,000,000 – Хард – 30S/32Q/16D Одиночний розряд – Парний розряд                                        | Марія Шарапова 6–7(4–7), 6–3, 6–3                | Ана Іванович                      | Еліна Світоліна Варвара Лепченко              | Карла Суарес Наварро Анджелік Кербер Алла Кудрявцева Кая Канепі                   |
| 5 січня             | Brisbane International Брисбен, Австралія WTA Premier $1,000,000 – Хард – 30S/32Q/16D Одиночний розряд – Парний розряд                                        | Мартіна Хінгіс Сабіне Лісіцкі 6–2, 7–5           | Каролін Гарсія Катарина Среботнік | Еліна Світоліна Варвара Лепченко              | Карла Суарес Наварро Анджелік Кербер Алла Кудрявцева Кая Канепі                   |
| 5 січня             | Шеньчжень Open Шеньчжень, Китай WTA International $500,000 – Хард – 32S/16Q/16D Одиночний розряд – Парний розряд                                              | Симона Халеп 6–2, 6–2                            | Тімеа Бачинскі                    | Чжен Сайсай Петра Квітова                     | Александра Крунич Заріна Діяс Віра Звонарьова Тереза Сміткова                     |
| 5 січня             | Шеньчжень Open Шеньчжень, Китай WTA International $500,000 – Хард – 32S/16Q/16D Одиночний розряд – Парний розряд                                              | Людмила Кіченок Надія Кіченок 6–4, 7–6(8–6)      | Лян Чень Ван Яфань                | Чжен Сайсай Петра Квітова                     | Александра Крунич Заріна Діяс Віра Звонарьова Тереза Сміткова                     |
| 5 січня             | Auckland Open Окленд, Нова Зеландія WTA International $250,000 – Хард – 32S/32Q/16D Одиночний розряд – Парний розряд                                          | Вінус Вільямс 2–6, 6–3, 6–3                      | Каролін Возняцкі                  | Барбора Заглавова-Стрицова Лорен Девіс        | Юлія Гергес Коко Вандевей Олена Весніна Уршуля Радванська                         |
| 5 січня             | Auckland Open Окленд, Нова Зеландія WTA International $250,000 – Хард – 32S/32Q/16D Одиночний розряд – Парний розряд                                          | Сара Еррані Роберта Вінчі 6–2, 6–1               | Аояма Сюко Рената Ворачова        | Барбора Заглавова-Стрицова Лорен Девіс        | Юлія Гергес Коко Вандевей Олена Весніна Уршуля Радванська                         |
| 12 січня            | Sydney International Сідней, Австралія WTA Premier $731,000 – Хард – 30S/32Q/16D Одиночний розряд – Парний розряд                                             | Петра Квітова 7–6(7–5), 7–6(8–6)                 | Кароліна Плішкова                 | Анджелік Кербер Цветана Піронкова             | Карла Суарес Наварро Гарбінє Мугуруса Барбора Заглавова-Стрицова Ярміла Ґайдошова |
| 12 січня            | Sydney International Сідней, Австралія WTA Premier $731,000 – Хард – 30S/32Q/16D Одиночний розряд – Парний розряд                                             | Бетані Маттек-Сендс Саня Мірза 6–3, 6–3          | Ракель Копс-Джонс Абігейл Спірс   | Анджелік Кербер Цветана Піронкова             | Карла Суарес Наварро Гарбінє Мугуруса Барбора Заглавова-Стрицова Ярміла Ґайдошова |
| 12 січня            | Hobart International Гобарт, Австралія WTA International $250,000 – Хард – 32S/32Q/16D Одиночний розряд – Парний розряд                                       | Гезер Вотсон 6–3, 6–4                            | Медісон Бренгл                    | Курумі Нара Алісон Ріск                       | Карін Кнапп Каміла Джорджі Роберта Вінчі Заріна Діяс                              |
| 12 січня            | Hobart International Гобарт, Австралія WTA International $250,000 – Хард – 32S/32Q/16D Одиночний розряд – Парний розряд                                       | Кікі Бертенс Юганна Ларссон 7–5, 6–3             | Віталія Дяченко Моніка Нікулеску  | Курумі Нара Алісон Ріск                       | Карін Кнапп Каміла Джорджі Роберта Вінчі Заріна Діяс                              |
| 19 січня<br26 січня | Відкритий чемпіонат Австралії Мельбурн, Австралія Великий шолом $12,122,762 – Хард 128S/96Q/64D/32X Одиночний розряд – Парний розряд – Змішаний парний розряд | Серена Вільямс 6–3, 7–6(7–5)                     | Марія Шарапова                    | Медісон Кіз Катерина Макарова                 | Домініка Цібулкова Вінус Вільямс Симона Халеп Ежені Бушар                         |
| 19 січня<br26 січня | Відкритий чемпіонат Австралії Мельбурн, Австралія Великий шолом $12,122,762 – Хард 128S/96Q/64D/32X Одиночний розряд – Парний розряд – Змішаний парний розряд | Бетані Маттек-Сендс Луціє Шафарова 6–4, 7–6(7–5) | Чжань Юнжань Чжен Цзє             | Медісон Кіз Катерина Макарова                 | Домініка Цібулкова Вінус Вільямс Симона Халеп Ежені Бушар                         |
| 19 січня<br26 січня | Відкритий чемпіонат Австралії Мельбурн, Австралія Великий шолом $12,122,762 – Хард 128S/96Q/64D/32X Одиночний розряд – Парний розряд – Змішаний парний розряд | Мартіна Хінгіс Леандер Паес 6–4, 6–3             | Крістіна Младенович Деніел Нестор | Медісон Кіз Катерина Макарова                 | Домініка Цібулкова Вінус Вільямс Симона Халеп Ежені Бушар                         |

### Лютий
| Тиждень   | Турнір | Чемпіонки                                                              | Фіналістки                                             | Півфіналістки                                | Чвертьфіналістки                                                      |
| --------- | --- | ---------------------------------------------------------------------- | ------------------------------------------------------ | -------------------------------------------- | --------------------------------------------------------------------- |
| 2 лютого  | Чвертьфінал Кубка Федерації Québec City, Канада – Хард (п) Genoa, Італія – ґрунт (п) Kraków, Польща – Хард (п) Штутгарт, Німеччина – Хард (п) | Перемогли у чвертьфіналах Чехія 4–0 Франція 3–2 Russia 4–0 Germany 4–1 | Програли у чвертьфіналах Canada Italy Poland Australia |                                              |                                                                       |
| 9 лютого  | Diamond Games Антверпен, Бельгія WTA Premier $731,000 – Хард (п) – 28S/32Q/16D Одиночний розряд – Парний розряд                               | Андреа Петкович Walkover                                               | Карла Суарес Наварро                                   | Барбора Заглавова-Стрицова Кароліна Плішкова | Мона Бартель Домініка Цібулкова Луціє Шафарова Франческа Ск'явоне     |
| 9 лютого  | Diamond Games Антверпен, Бельгія WTA Premier $731,000 – Хард (п) – 28S/32Q/16D Одиночний розряд – Парний розряд                               | Анабель Медіна Гаррігес Аранча Парра Сантонха 6–4, 3–6, [10–5]         | Ан-Софі Месташ Алісон ван Ейтванк                      | Барбора Заглавова-Стрицова Кароліна Плішкова | Мона Бартель Домініка Цібулкова Луціє Шафарова Франческа Ск'явоне     |
| 9 лютого  | Thailand Open Pattaya, Таїланд WTA International $250,000 – Хард – 32S/16Q/16D Одиночний розряд – Парний розряд                               | Даніела Гантухова 3–6, 6–3, 6–4                                        | Айла Томлянович                                        | Моніка Пуїг Марина Еракович                  | Місакі Дой Євгенія Родіна Дуань Інін Віра Звонарьова                  |
| 9 лютого  | Thailand Open Pattaya, Таїланд WTA International $250,000 – Хард – 32S/16Q/16D Одиночний розряд – Парний розряд                               | Чжань Хаоцін Чжань Юнжань 2–6, 6–4, [10–3]                             | Аояма Сюко Тамарін Танасугарн                          | Моніка Пуїг Марина Еракович                  | Місакі Дой Євгенія Родіна Дуань Інін Віра Звонарьова                  |
| 16 лютого | Dubai Tennis Championships Дубай,, ОАЕ WTA Premier 5 $2,513,000 – Хард – 54S/32Q/28D Одиночний розряд – Парний розряд                         | Симона Халеп 6–4, 7–6(7–4)                                             | Кароліна Плішкова                                      | Каролін Возняцкі Гарбінє Мугуруса            | Катерина Макарова Флавія Пеннетта Луціє Шафарова Карла Суарес Наварро |
| 16 лютого | Dubai Tennis Championships Дубай,, ОАЕ WTA Premier 5 $2,513,000 – Хард – 54S/32Q/28D Одиночний розряд – Парний розряд                         | Тімеа Бабош Крістіна Младенович 6–3, 6–2                               | Гарбінє Мугуруса Карла Суарес Наварро                  | Каролін Возняцкі Гарбінє Мугуруса            | Катерина Макарова Флавія Пеннетта Луціє Шафарова Карла Суарес Наварро |
| 16 лютого | Rio Open Ріо-де-Жанейро, Бразилія WTA International $250,000 – ґрунт – 32S/24Q/16D Одиночний розряд – Парний розряд                           | Сара Еррані 7–6(7–2), 6–1                                              | Анна Кароліна Шмідлова                                 | Юганна Ларссон Ірина-Камелія Бегу            | Беатріс Аддад Майя Діна Пфіценмаєр Вероніка Сепеде Ройг Юлія Глушко   |
| 16 лютого | Rio Open Ріо-де-Жанейро, Бразилія WTA International $250,000 – ґрунт – 32S/24Q/16D Одиночний розряд – Парний розряд                           | Їсалін Бонавентюре Ребекка Петерсон 3–0, знялася                       | Ірина-Камелія Бегу Марія Ірігоєн                       | Юганна Ларссон Ірина-Камелія Бегу            | Беатріс Аддад Майя Діна Пфіценмаєр Вероніка Сепеде Ройг Юлія Глушко   |
| 23 лютого | Qatar ExxonMobil Open Доха, Катар WTA Premier $731,000 – Хард – 28S/32Q/16D Одиночний розряд – Парний розряд                                  | Луціє Шафарова 6–4, 6–3                                                | Вікторія Азаренко                                      | Карла Суарес Наварро Вінус Вільямс           | Петра Квітова Андреа Петкович Агнешка Радванська Каролін Возняцкі     |
| 23 лютого | Qatar ExxonMobil Open Доха, Катар WTA Premier $731,000 – Хард – 28S/32Q/16D Одиночний розряд – Парний розряд                                  | Ракель Копс-Джонс Абігейл Спірс 6–4, 6–4                               | Сє Шувей Саня Мірза                                    | Карла Суарес Наварро Вінус Вільямс           | Петра Квітова Андреа Петкович Агнешка Радванська Каролін Возняцкі     |
| 23 лютого | Mexican Open Акапулько, Мексика WTA International $250,000 – Хард – 32S/32Q/16D Одиночний розряд – Парний розряд                              | Тімеа Бачинскі 6–3, 6–0                                                | Каролін Гарсія                                         | Марія Шарапова Сесил Каратанчева             | Магдалена Рибарикова Міряна Лучич-Бароні Юганна Ларссон Моніка Пуїг   |
| 23 лютого | Mexican Open Акапулько, Мексика WTA International $250,000 – Хард – 32S/32Q/16D Одиночний розряд – Парний розряд                              | Лара Арруабаррена Марія Тереса Торро Флор 7–6(7–2), 5–7, [13–11]       | Андреа Главачкова Луціє Градецька                      | Марія Шарапова Сесил Каратанчева             | Магдалена Рибарикова Міряна Лучич-Бароні Юганна Ларссон Моніка Пуїг   |

### Березень
| Тиждень               | Турнір | Чемпіонки                                             | Фіналістки                                   | Півфіналістки                 | Чвертьфіналістки                                                                  |
| --------------------- | --- | ----------------------------------------------------- | -------------------------------------------- | ----------------------------- | --------------------------------------------------------------------------------- |
| March 2               | Monterrey Open Монтеррей, Мексика WTA International $500,000 – Хард – 32S/32Q/16D Одиночний розряд – Парний розряд         | Тімеа Бачинскі 4–6, 6–2, 6–4                          | Каролін Гарсія                               | Ана Іванович Сара Еррані      | Крістіна Младенович Магдалена Рибарикова Уршуля Радванська Анастасія Павлюченкова |
| March 2               | Monterrey Open Монтеррей, Мексика WTA International $500,000 – Хард – 32S/32Q/16D Одиночний розряд – Парний розряд         | Габріела Дабровскі Аліція Росольська 6–3, 2–6, [10–3] | Анастасія Родіонова Родіонова Аріна Іванівна | Ана Іванович Сара Еррані      | Крістіна Младенович Магдалена Рибарикова Уршуля Радванська Анастасія Павлюченкова |
| March 2               | Malaysian Open Куала-Лумпур, Малайзія WTA International $250,000 – Хард – 32S/24Q/16D Одиночний розряд – Парний розряд     | Каролін Возняцкі 4–6, 6–2, 6–1                        | Александра Дулгеру                           | Сє Шувей Ярміла Ґайдошова     | Каріна Віттгефт Єлизавета Кулічкова Курумі Нара Юлія Гергес                       |
| March 2               | Malaysian Open Куала-Лумпур, Малайзія WTA International $250,000 – Хард – 32S/24Q/16D Одиночний розряд – Парний розряд     | Лян Чень Ван Яфань 4–6, 6–3, [10–4]                   | Юлія Бейгельзимер Ольга Савчук               | Сє Шувей Ярміла Ґайдошова     | Каріна Віттгефт Єлизавета Кулічкова Курумі Нара Юлія Гергес                       |
| 9 березня 16 березня  | Індіан-Веллс Open Індіан-Веллс, США WTA Premier Mandatory $6,157,160 – Хард – 96S/48Q/32D Одиночний розряд – Парний розряд | Симона Халеп 2–6, 7–5, 6–4                            | Єлена Янкович                                | Серена Вільямс Сабіне Лісіцкі | Тімеа Бачинскі Карла Суарес Наварро Леся Цуренко Флавія Пеннетта                  |
| 9 березня 16 березня  | Індіан-Веллс Open Індіан-Веллс, США WTA Premier Mandatory $6,157,160 – Хард – 96S/48Q/32D Одиночний розряд – Парний розряд | Мартіна Хінгіс Саня Мірза 6–3, 6–4                    | Катерина Макарова Олена Весніна              | Серена Вільямс Сабіне Лісіцкі | Тімеа Бачинскі Карла Суарес Наварро Леся Цуренко Флавія Пеннетта                  |
| 23 березня 30 березня | Маямі Open Маямі, США WTA Premier Mandatory $6,157,160 – Хард – 96S/48Q/32D Одиночний розряд – Парний розряд               | Серена Вільямс 6–2, 6–0                               | Карла Суарес Наварро                         | Симона Халеп Андреа Петкович  | Сабіне Лісіцкі Слоун Стівенс Вінус Вільямс Кароліна Плішкова                      |
| 23 березня 30 березня | Маямі Open Маямі, США WTA Premier Mandatory $6,157,160 – Хард – 96S/48Q/32D Одиночний розряд – Парний розряд               | Мартіна Хінгіс Саня Мірза 7–5, 6–1                    | Катерина Макарова Олена Весніна              | Симона Халеп Андреа Петкович  | Сабіне Лісіцкі Слоун Стівенс Вінус Вільямс Кароліна Плішкова                      |

### Квітень
| Тиждень   | Турнір | Чемпіонки                                                    | Фіналістки                            | Півфіналістки                              | Чвертьфіналістки                                                          |
| --------- | --- | ------------------------------------------------------------ | ------------------------------------- | ------------------------------------------ | ------------------------------------------------------------------------- |
| 6 квітня  | Charleston Open Чарлстон, США WTA Premier $731,000 – ґрунт (зелений) – 56S/32Q/16D Одиночний розряд – Парний розряд               | Анджелік Кербер 6–2, 4–6, 7–5                                | Медісон Кіз                           | Луціє Градецька Андреа Петкович            | Лорен Девіс Сара Еррані Данка Ковінич Ірина-Камелія Бегу                  |
| 6 квітня  | Charleston Open Чарлстон, США WTA Premier $731,000 – ґрунт (зелений) – 56S/32Q/16D Одиночний розряд – Парний розряд               | Мартіна Хінгіс Саня Мірза 6–0, 6–4                           | Кейсі Деллаква Дарія Юрак             | Луціє Градецька Андреа Петкович            | Лорен Девіс Сара Еррані Данка Ковінич Ірина-Камелія Бегу                  |
| 6 квітня  | Katowice Open Катовиці, Польща WTA International $250,000 – Хард (п) – 32S/32Q/16D Одиночний розряд – Парний розряд               | Анна Кароліна Шмідлова 6–4, 6–3                              | Каміла Джорджі                        | Агнешка Радванська Алісон ван Ейтванк      | Клара Коукалова Єлизавета Кулічкова Кірстен Фліпкенс Алізе Корне          |
| 6 квітня  | Katowice Open Катовиці, Польща WTA International $250,000 – Хард (п) – 32S/32Q/16D Одиночний розряд – Парний розряд               | Їсалін Бонавентюре Демі Схюрс 7–5, 4–6, [10–6]               | Джоя Барб'єрі Карін Кнапп             | Агнешка Радванська Алісон ван Ейтванк      | Клара Коукалова Єлизавета Кулічкова Кірстен Фліпкенс Алізе Корне          |
| 13 квітня | Півфінал Кубка Федерації Острава, Чехія – Хард (п) Sochi, Росія – ґрунт (п)                                                       | Перемогли в півфіналах Чехія 3–1 Russia 3–2                  | Програли в півфіналах Франція Germany |                                            |                                                                           |
| 13 квітня | Copa Colsanitas Богота, Колумбія WTA International $250,000 – ґрунт – 32S/24Q/16D Одиночний розряд – Парний розряд                | Тельяна Перейра 7–6(7–2), 6–1                                | Ярослава Шведова                      | Еліна Світоліна Маріана Дуке-Маріньо       | Ірина Фалконі Лурдес Домінгес Ліно Юлія Глушко Моніка Пуїг                |
| 13 квітня | Copa Colsanitas Богота, Колумбія WTA International $250,000 – ґрунт – 32S/24Q/16D Одиночний розряд – Парний розряд                | Паула Крістіна Гонсалвеш Беатріс Аддад Майя 6–3, 3–6, [10–6] | Ірина Фалконі Шелбі Роджерс           | Еліна Світоліна Маріана Дуке-Маріньо       | Ірина Фалконі Лурдес Домінгес Ліно Юлія Глушко Моніка Пуїг                |
| 20 квітня | Відкритий чемпіонат Штутгарта Штутгарт, Німеччина WTA Premier $731,000 – ґрунт (п) – 28S/32Q/16D Одиночний розряд – Парний розряд | Анджелік Кербер 3–6, 6–1, 7–5                                | Каролін Возняцкі                      | Медісон Бренгл Симона Халеп                | Катерина Макарова Каролін Гарсія Карла Суарес Наварро Сара Еррані         |
| 20 квітня | Відкритий чемпіонат Штутгарта Штутгарт, Німеччина WTA Premier $731,000 – ґрунт (п) – 28S/32Q/16D Одиночний розряд – Парний розряд | Бетані Маттек-Сендс Луціє Шафарова 6–4, 6–3                  | Каролін Гарсія Катарина Среботнік     | Медісон Бренгл Симона Халеп                | Катерина Макарова Каролін Гарсія Карла Суарес Наварро Сара Еррані         |
| 27 квітня | Morocco Open Марракеш, Марокко WTA International $250,000 – ґрунт – 32S/32Q/16D Одиночний розряд – Парний розряд                  | Еліна Світоліна 7–5, 7–6(7–3)                                | Тімеа Бабош                           | Крістіна Младенович Анна Кароліна Шмідлова | Лара Арруабаррена Флавія Пеннетта Карін Кнапп Тімеа Бачинскі              |
| 27 квітня | Morocco Open Марракеш, Марокко WTA International $250,000 – ґрунт – 32S/32Q/16D Одиночний розряд – Парний розряд                  | Тімеа Бабош Крістіна Младенович 6–1, 7–6(7–5)                | Лаура Зігемунд Марина Заневська       | Крістіна Младенович Анна Кароліна Шмідлова | Лара Арруабаррена Флавія Пеннетта Карін Кнапп Тімеа Бачинскі              |
| 27 квітня | Prague Open Прага, Чехія WTA International $250,000 – ґрунт – 32S/32Q/16D Одиночний розряд – Парний розряд                        | Кароліна Плішкова 4–6, 7–5, 6–3                              | Луціє Градецька                       | Яніна Вікмаєр Катержина Сінякова           | Деніса Аллертова Данка Ковінич Барбора Заглавова-Стрицова Клара Коукалова |
| 27 квітня | Prague Open Прага, Чехія WTA International $250,000 – ґрунт – 32S/32Q/16D Одиночний розряд – Парний розряд                        | Белінда Бенчич Катержина Сінякова 6–2, 6–2                   | Катерина Бондаренко Ева Грдінова      | Яніна Вікмаєр Катержина Сінякова           | Деніса Аллертова Данка Ковінич Барбора Заглавова-Стрицова Клара Коукалова |

### Травень
| Тиждень            | Турнір | Чемпіонки                                             | Фіналістки                            | Півфіналістки                     | Чвертьфіналістки                                                        |
| ------------------ | --- | ----------------------------------------------------- | ------------------------------------- | --------------------------------- | ----------------------------------------------------------------------- |
| 4 травня           | Мадрид Open Мадрид, Іспанія WTA Premier Mandatory €4,185,405 – ґрунт – 64S/32Q/28D Одиночний розряд – Парний розряд                                     | Петра Квітова 6–1, 6–2                                | Світлана Кузнецова                    | Серена Вільямс Марія Шарапова     | Карла Суарес Наварро Ірина-Камелія Бегу Каролін Возняцкі Луціє Шафарова |
| 4 травня           | Мадрид Open Мадрид, Іспанія WTA Premier Mandatory €4,185,405 – ґрунт – 64S/32Q/28D Одиночний розряд – Парний розряд                                     | Кейсі Деллаква Ярослава Шведова 6–3, 6–7(4–7), [10–5] | Гарбінє Мугуруса Карла Суарес Наварро | Серена Вільямс Марія Шарапова     | Карла Суарес Наварро Ірина-Камелія Бегу Каролін Возняцкі Луціє Шафарова |
| 11 травня          | Відкритий чемпіонат Італії Rome, Італія WTA Premier 5 $2,183,600 – ґрунт – 56S/32Q/28D Одиночний розряд – Парний розряд                                 | Марія Шарапова 4–6, 7–5, 6–1                          | Карла Суарес Наварро                  | Дарія Гаврилова Симона Халеп      | Крістіна Макгейл Вікторія Азаренко Петра Квітова Александра Дулгеру     |
| 11 травня          | Відкритий чемпіонат Італії Rome, Італія WTA Premier 5 $2,183,600 – ґрунт – 56S/32Q/28D Одиночний розряд – Парний розряд                                 | Тімеа Бабош Крістіна Младенович 6–4, 6–3              | Мартіна Хінгіс Саня Мірза             | Дарія Гаврилова Симона Халеп      | Крістіна Макгейл Вікторія Азаренко Петра Квітова Александра Дулгеру     |
| 18 травня          | Internationaux de Strasbourg Страсбург, Франція WTA International $250,000 – ґрунт – 32S/24Q/16D Одиночний розряд – Парний розряд                       | Саманта Стосур 3–6, 6–2, 6–3                          | Крістіна Младенович                   | Віржіні Раззано Слоун Стівенс     | Медісон Кіз Олена Весніна Айла Томлянович Єлена Янкович                 |
| 18 травня          | Internationaux de Strasbourg Страсбург, Франція WTA International $250,000 – ґрунт – 32S/24Q/16D Одиночний розряд – Парний розряд                       | Чжуан Цзяжун Лян Чень 4–6, 6–4, [12–10]               | Надія Кіченок Чжен Сайсай             | Віржіні Раззано Слоун Стівенс     | Медісон Кіз Олена Весніна Айла Томлянович Єлена Янкович                 |
| 18 травня          | Nuremberg Cup Нюрнберг, Німеччина WTA International $250,000 – ґрунт – 32S/24Q/16D Одиночний розряд – Парний розряд                                     | Карін Кнапп 7–6(7–5), 4–6, 6–1                        | Роберта Вінчі                         | Лара Арруабаррена Анджелік Кербер | Юлія Путінцева Каріна Віттгефт Курумі Нара Місакі Дой                   |
| 18 травня          | Nuremberg Cup Нюрнберг, Німеччина WTA International $250,000 – ґрунт – 32S/24Q/16D Одиночний розряд – Парний розряд                                     | Чжань Хаоцін Анабель Медіна Гаррігес 6–2, 7–6(7–5)    | Лара Арруабаррена Ралука Олару        | Лара Арруабаррена Анджелік Кербер | Юлія Путінцева Каріна Віттгефт Курумі Нара Місакі Дой                   |
| 25 травня 1 червня | Відкритий чемпіонат Франції Париж, Франція Великий шолом $11,315,740 – ґрунт 128S/96Q/64D/32X Одиночний розряд – Парний розряд – Змішаний парний розряд | Серена Вільямс 6–3, 6–7(2–7), 6–2                     | Луціє Шафарова                        | Тімеа Бачинскі Ана Іванович       | Сара Еррані Алісон ван Ейтванк Еліна Світоліна Гарбінє Мугуруса         |
| 25 травня 1 червня | Відкритий чемпіонат Франції Париж, Франція Великий шолом $11,315,740 – ґрунт 128S/96Q/64D/32X Одиночний розряд – Парний розряд – Змішаний парний розряд | Бетані Маттек-Сендс Луціє Шафарова 3–6, 6–4, 6–2      | Кейсі Деллаква Ярослава Шведова       | Тімеа Бачинскі Ана Іванович       | Сара Еррані Алісон ван Ейтванк Еліна Світоліна Гарбінє Мугуруса         |
| 25 травня 1 червня | Відкритий чемпіонат Франції Париж, Франція Великий шолом $11,315,740 – ґрунт 128S/96Q/64D/32X Одиночний розряд – Парний розряд – Змішаний парний розряд | Бетані Маттек-Сендс Майк Браян 7–6(7–3), 6–1          | Луціє Градецька Марцін Матковський    | Тімеа Бачинскі Ана Іванович       | Сара Еррані Алісон ван Ейтванк Еліна Світоліна Гарбінє Мугуруса         |

### Червень
| Тиждень           | Турнір | Чемпіонки                                        | Фіналістки                           | Півфіналістки                      | Чвертьфіналістки                                                       |
| ----------------- | --- | ------------------------------------------------ | ------------------------------------ | ---------------------------------- | ---------------------------------------------------------------------- |
| 8 червня          | Відкритий чемпіонат Ноттінгема Ноттінгем, Велика Британія WTA International $250,000 – Трава – 32S/32Q/16D Одиночний розряд – Парний розряд       | Ана Конюх 1–6, 6–4, 6–2                          | Моніка Нікулеску                     | Агнешка Радванська Алісон Ріск     | Лорен Девіс Джоанна Конта Яніна Вікмаєр Сачія Вікері                   |
| 8 червня          | Відкритий чемпіонат Ноттінгема Ноттінгем, Велика Британія WTA International $250,000 – Трава – 32S/32Q/16D Одиночний розряд – Парний розряд       | Ракель Копс-Джонс Абігейл Спірс 3–6, 6–3, [11–9] | Джоселін Рей Анна Сміт               | Агнешка Радванська Алісон Ріск     | Лорен Девіс Джоанна Конта Яніна Вікмаєр Сачія Вікері                   |
| 8 червня          | Rosmalen Трава Court Championships Rosmalen, Нідерланди WTA International $250,000 – Трава – 32S/32Q/16D Одиночний розряд – Парний розряд         | Каміла Джорджі 7–5, 6–3                          | Белінда Бенчич                       | Кікі Бертенс Єлена Янкович         | Ярослава Шведова Коко Вандевей Крістіна Младенович Анніка Бек          |
| 8 червня          | Rosmalen Трава Court Championships Rosmalen, Нідерланди WTA International $250,000 – Трава – 32S/32Q/16D Одиночний розряд – Парний розряд         | Ейжа Мугаммад Лаура Зігемунд 6–3, 7–5            | Єлена Янкович Анастасія Павлюченкова | Кікі Бертенс Єлена Янкович         | Ярослава Шведова Коко Вандевей Крістіна Младенович Анніка Бек          |
| 15 червня         | Birmingham Classic Бірмінгем, Велика Британія WTA Premier $731,000 – Трава – 56S/32Q/16D Одиночний розряд – Парний розряд                         | Анджелік Кербер 6–7(5–7), 6–3, 7–6(7–4)          | Кароліна Плішкова                    | Крістіна Младенович Сабіне Лісіцкі | Симона Халеп Карла Суарес Наварро Катержина Сінякова Даніела Гантухова |
| 15 червня         | Birmingham Classic Бірмінгем, Велика Британія WTA Premier $731,000 – Трава – 56S/32Q/16D Одиночний розряд – Парний розряд                         | Гарбінє Мугуруса Карла Суарес Наварро 6–4, 6–4   | Андреа Главачкова Луціє Градецька    | Крістіна Младенович Сабіне Лісіцкі | Симона Халеп Карла Суарес Наварро Катержина Сінякова Даніела Гантухова |
| 22 червня         | Eastbourne International Істборн, Велика Британія WTA Premier $731,000 – Трава – 48S/32Q/16D Одиночний розряд – Парний розряд                     | Белінда Бенчич 6–4, 4–6, 6–0                     | Агнешка Радванська                   | Слоун Стівенс Каролін Возняцкі     | Дарія Гаврилова Цветана Піронкова Джоанна Конта Андреа Петкович        |
| 22 червня         | Eastbourne International Істборн, Велика Британія WTA Premier $731,000 – Трава – 48S/32Q/16D Одиночний розряд – Парний розряд                     | Каролін Гарсія Катарина Среботнік 7–6(7–5), 6–2  | Чжань Юнжань Чжен Цзє                | Слоун Стівенс Каролін Возняцкі     | Дарія Гаврилова Цветана Піронкова Джоанна Конта Андреа Петкович        |
| 29 червня 6 липня | Вімблдон London, Велика Британія Великий шолом $11,174,883 – Трава 128S/96Q/64D/16Q/48X Одиночний розряд – Парний розряд – Змішаний парний розряд | Серена Вільямс 6–4, 6–4                          | Гарбінє Мугуруса                     | Марія Шарапова Агнешка Радванська  | Вікторія Азаренко Коко Вандевей Тімеа Бачинскі Медісон Кіз             |
| 29 червня 6 липня | Вімблдон London, Велика Британія Великий шолом $11,174,883 – Трава 128S/96Q/64D/16Q/48X Одиночний розряд – Парний розряд – Змішаний парний розряд | Мартіна Хінгіс Саня Мірза 5–7, 7–6(7–4), 7–5     | Катерина Макарова Олена Весніна      | Марія Шарапова Агнешка Радванська  | Вікторія Азаренко Коко Вандевей Тімеа Бачинскі Медісон Кіз             |
| 29 червня 6 липня | Вімблдон London, Велика Британія Великий шолом $11,174,883 – Трава 128S/96Q/64D/16Q/48X Одиночний розряд – Парний розряд – Змішаний парний розряд | Мартіна Хінгіс Леандер Паес 6–1, 6–1             | Тімеа Бабош Александер Пея           | Марія Шарапова Агнешка Радванська  | Вікторія Азаренко Коко Вандевей Тімеа Бачинскі Медісон Кіз             |

### Липень
| Тиждень  | Турнір | Чемпіонки                                        | Фіналістки                        | Півфіналістки                           | Чвертьфіналістки                                                         |
| -------- | --- | ------------------------------------------------ | --------------------------------- | --------------------------------------- | ------------------------------------------------------------------------ |
| 13 липня | Відкритий чемпіонат Бухареста Бухарест, Румунія WTA International $250,000 – ґрунт – 32S/32Q/16D Одиночний розряд – Парний розряд | Анна Кароліна Шмідлова 7–6(7–3), 6–3             | Сара Еррані                       | Моніка Нікулеску Полона Герцог          | Анна Татішвілі Андрея Міту Данка Ковінич Александра Крунич               |
| 13 липня | Відкритий чемпіонат Бухареста Бухарест, Румунія WTA International $250,000 – ґрунт – 32S/32Q/16D Одиночний розряд – Парний розряд | Оксана Калашникова Демі Схюрс 6–2, 6–2           | Андрея Міту Патрісія Марія Тіг    | Моніка Нікулеску Полона Герцог          | Анна Татішвілі Андрея Міту Данка Ковінич Александра Крунич               |
| 13 липня | Swedish Open Бостад, Швеція WTA International $250,000 – ґрунт – 32S/24Q/16D Одиночний розряд – Парний розряд                     | Юганна Ларссон 6–3, 7–6(7–2)                     | Мона Бартель                      | Юлія Путінцева Лара Арруабаррена        | Клара Коукалова Барбора Заглавова-Стрицова Ребекка Петерсон Яна Чепелова |
| 13 липня | Swedish Open Бостад, Швеція WTA International $250,000 – ґрунт – 32S/24Q/16D Одиночний розряд – Парний розряд                     | Кікі Бертенс Юганна Ларссон 7–5, 6–4             | Татьяна Марія Ольга Савчук        | Юлія Путінцева Лара Арруабаррена        | Клара Коукалова Барбора Заглавова-Стрицова Ребекка Петерсон Яна Чепелова |
| 20 липня | İstanbul Cup Стамбул, Туреччина WTA International $250,000 – Хард – 32S/24Q/16D Одиночний розряд – Парний розряд                  | Леся Цуренко 7–5, 6–1                            | Уршуля Радванська                 | Кірстен Фліпкенс Магдалена Рибарикова   | Катерина Бондаренко Франческа Ск'явоне Цветана Піронкова Роберта Вінчі   |
| 20 липня | İstanbul Cup Стамбул, Туреччина WTA International $250,000 – Хард – 32S/24Q/16D Одиночний розряд – Парний розряд                  | Дарія Гаврилова Еліна Світоліна 5–7, 6–1, [10–4] | Чагла Бююкакчай Єлена Янкович     | Кірстен Фліпкенс Магдалена Рибарикова   | Катерина Бондаренко Франческа Ск'явоне Цветана Піронкова Роберта Вінчі   |
| 20 липня | Gastein Ladies Bad Gastein, Австрія WTA International $250,000 – ґрунт – 32S/24Q/16D Одиночний розряд – Парний розряд             | Саманта Стосур 3–6, 7–6(7–3), 6–2                | Карін Кнапп                       | Сара Еррані Анна Кароліна Шмідлова      | Дарія Касаткіна Полона Герцог Анніка Бек Данка Ковінич                   |
| 20 липня | Gastein Ladies Bad Gastein, Австрія WTA International $250,000 – ґрунт – 32S/24Q/16D Одиночний розряд – Парний розряд             | Данка Ковінич Штефані Фогт 4–6, 6–4, [10–3]      | Лара Арруабаррена Луціє Градецька | Сара Еррані Анна Кароліна Шмідлова      | Дарія Касаткіна Полона Герцог Анніка Бек Данка Ковінич                   |
| 27 липня | Baku Cup Baku, Azerbaijan WTA International $250,000 – Хард – 32S/24Q/16D Одиночний розряд – Парний розряд                        | Маргарита Гаспарян 6–3, 5–7, 6–0                 | Патрісія Марія Тіг                | Анастасія Павлюченкова Карін Кнапп      | Кірстен Фліпкенс Донна Векич Євгенія Родіна Олександра Панова            |
| 27 липня | Baku Cup Baku, Azerbaijan WTA International $250,000 – Хард – 32S/24Q/16D Одиночний розряд – Парний розряд                        | Маргарита Гаспарян Олександра Панова 6–3, 7–5    | Віталія Дяченко Ольга Савчук      | Анастасія Павлюченкова Карін Кнапп      | Кірстен Фліпкенс Донна Векич Євгенія Родіна Олександра Панова            |
| 27 липня | Brasil Tennis Cup Florianópolis, Бразилія WTA International $250,000 – ґрунт – 32S/24Q/16D Одиночний розряд – Парний розряд       | Тельяна Перейра 6–4, 4–6, 6–1                    | Анніка Бек                        | Анастасія Севастова Бетані Маттек-Сендс | Марія Тереса Торро Флор Лаура Зігемунд Габріела Се Тереза Мартінцова     |
| 27 липня | Brasil Tennis Cup Florianópolis, Бразилія WTA International $250,000 – ґрунт – 32S/24Q/16D Одиночний розряд – Парний розряд       | Анніка Бек Лаура Зігемунд 6–3, 7–6(7–1)          | Марія Ірігоєн Паула Каня          | Анастасія Севастова Бетані Маттек-Сендс | Марія Тереса Торро Флор Лаура Зігемунд Габріела Се Тереза Мартінцова     |

### Серпень
| Тиждень             | Турнір | Чемпіонки                                        | Фіналістки                                    | Півфіналістки                    | Чвертьфіналістки                                                          |
| ------------------- | --- | ------------------------------------------------ | --------------------------------------------- | -------------------------------- | ------------------------------------------------------------------------- |
| 3 серпня            | Stanford Classic Стенфорд , США WTA Premier $731,000 – Хард – 28S/16Q/16D Одиночний розряд – Парний розряд                                         | Анджелік Кербер 6–3, 5–7, 6–4                    | Кароліна Плішкова                             | Варвара Лепченко Еліна Світоліна | Мона Бартель Айла Томлянович Алісон Ріск Агнешка Радванська               |
| 3 серпня            | Stanford Classic Стенфорд , США WTA Premier $731,000 – Хард – 28S/16Q/16D Одиночний розряд – Парний розряд                                         | Сюй Їфань Чжен Сайсай 6–1, 6–3                   | Анабель Медіна Гаррігес Аранча Парра Сантонха | Варвара Лепченко Еліна Світоліна | Мона Бартель Айла Томлянович Алісон Ріск Агнешка Радванська               |
| 3 серпня            | Відкритий чемпіонат Вашингтона Washington, D.C., США WTA International $250,000 – Хард – 32S/16Q/16D Одиночний розряд – Парний розряд              | Слоун Стівенс 6–1, 6–2                           | Анастасія Павлюченкова                        | Катерина Макарова Саманта Стосур | Ірина-Камелія Бегу Крістіна Макгейл Луїза Чиріко Моніка Нікулеску         |
| 3 серпня            | Відкритий чемпіонат Вашингтона Washington, D.C., США WTA International $250,000 – Хард – 32S/16Q/16D Одиночний розряд – Парний розряд              | Белінда Бенчич Крістіна Младенович 7–5, 7–6(9–7) | Лара Арруабаррена Андрея Клепач               | Катерина Макарова Саманта Стосур | Ірина-Камелія Бегу Крістіна Макгейл Луїза Чиріко Моніка Нікулеску         |
| 10 серпня           | Відкритий чемпіонат Канади Торонто, Канада WTA Premier 5 $2,513,000 – Хард – 56S/48Q/28D Одиночний розряд – Парний розряд                          | Белінда Бенчич 7–6(7–5), 6–7(4–7), 3–0 ret.      | Симона Халеп                                  | Серена Вільямс Сара Еррані       | Роберта Вінчі Ана Іванович Леся Цуренко Агнешка Радванська                |
| 10 серпня           | Відкритий чемпіонат Канади Торонто, Канада WTA Premier 5 $2,513,000 – Хард – 56S/48Q/28D Одиночний розряд – Парний розряд                          | Бетані Маттек-Сендс Луціє Шафарова 6–1, 6–2      | Каролін Гарсія Катарина Среботнік             | Серена Вільямс Сара Еррані       | Роберта Вінчі Ана Іванович Леся Цуренко Агнешка Радванська                |
| 17 серпня           | Цинциннаті Open Мейсон, США WTA Premier 5 $2,701,240 – Хард – 56S/48Q/28D Одиночний розряд – Парний розряд                                         | Серена Вільямс 6–3, 7–6(7–5)                     | Симона Халеп                                  | Еліна Світоліна Єлена Янкович    | Ана Іванович Луціє Шафарова Анастасія Павлюченкова Анна Кароліна Шмідлова |
| 17 серпня           | Цинциннаті Open Мейсон, США WTA Premier 5 $2,701,240 – Хард – 56S/48Q/28D Одиночний розряд – Парний розряд                                         | Чжань Хаоцін Чжань Юнжань 7–5, 6–4               | Кейсі Деллаква Ярослава Шведова               | Еліна Світоліна Єлена Янкович    | Ана Іванович Луціє Шафарова Анастасія Павлюченкова Анна Кароліна Шмідлова |
| 24 серпня           | Connecticut Open Нью-Гейвен, США WTA Premier $731,000 – Хард – 30S/48Q/16D Одиночний розряд – Парний розряд                                        | Петра Квітова 6–7(6–8), 6–2, 6–2                 | Луціє Шафарова                                | Леся Цуренко Каролін Возняцкі    | Кароліна Плішкова Домініка Цібулкова Каролін Гарсія Агнешка Радванська    |
| 24 серпня           | Connecticut Open Нью-Гейвен, США WTA Premier $731,000 – Хард – 30S/48Q/16D Одиночний розряд – Парний розряд                                        | Юлія Гергес Луціє Градецька 6–3, 6–1             | Чжуан Цзяжун Лян Чень                         | Леся Цуренко Каролін Возняцкі    | Кароліна Плішкова Домініка Цібулкова Каролін Гарсія Агнешка Радванська    |
| 31 серпня 7 вересня | Відкритий чемпіонат США Нью-Йорк, США Великий шолом $11,517,008 – Хард 128S/128Q/64D/32X Одиночний розряд – Парний розряд – Змішаний парний розряд | Флавія Пеннетта 7–6(7–4), 6–2                    | Роберта Вінчі                                 | Серена Вільямс Симона Халеп      | Вінус Вільямс Крістіна Младенович Петра Квітова Вікторія Азаренко         |
| 31 серпня 7 вересня | Відкритий чемпіонат США Нью-Йорк, США Великий шолом $11,517,008 – Хард 128S/128Q/64D/32X Одиночний розряд – Парний розряд – Змішаний парний розряд | Мартіна Хінгіс Саня Мірза 6–3, 6–3               | Кейсі Деллаква Ярослава Шведова               | Серена Вільямс Симона Халеп      | Вінус Вільямс Крістіна Младенович Петра Квітова Вікторія Азаренко         |
| 31 серпня 7 вересня | Відкритий чемпіонат США Нью-Йорк, США Великий шолом $11,517,008 – Хард 128S/128Q/64D/32X Одиночний розряд – Парний розряд – Змішаний парний розряд | Мартіна Хінгіс Леандер Паес 6–4, 3–6, [10–7]     | Бетані Маттек-Сендс Сем Кверрі                | Серена Вільямс Симона Халеп      | Вінус Вільямс Крістіна Младенович Петра Квітова Вікторія Азаренко         |

### Вересень
| Тиждень    | Турнір | Чемпіонки                                             | Фіналістки                          | Півфіналістки                             | Чвертьфіналістки                                                     |
| ---------- | --- | ----------------------------------------------------- | ----------------------------------- | ----------------------------------------- | -------------------------------------------------------------------- |
| 14 вересня | Турнірівоі de Québec Québec City, Канада WTA International $250,000 – Килим (i) – 32S/24Q/16D Одиночний розряд – Парний розряд        | Анніка Бек 6–2, 6–2                                   | Олена Остапенко                     | Наомі Броді Міряна Лучич-Бароні           | Анна Татішвілі Паула Каня Луціє Градецька Саманта Кроуфорд           |
| 14 вересня | Турнірівоі de Québec Québec City, Канада WTA International $250,000 – Килим (i) – 32S/24Q/16D Одиночний розряд – Парний розряд        | Барбора Крейчикова Ан-Софі Месташ 4–6, 6–3, [12–10]   | Марія Ірігоєн Паула Каня            | Наомі Броді Міряна Лучич-Бароні           | Анна Татішвілі Паула Каня Луціє Градецька Саманта Кроуфорд           |
| 14 вересня | Japan Women's Open Токіо, Японія WTA International $250,000 – Хард – 32S/32Q/16D Одиночний розряд – Парний розряд                     | Яніна Вікмаєр 4–6, 6–3, 6–3                           | Магда Лінетт                        | Айла Томлянович Крістіна Макгейл          | Катерина Бондаренко Медісон Бренгл Чжен Сайсай Сє Шувей              |
| 14 вересня | Japan Women's Open Токіо, Японія WTA International $250,000 – Хард – 32S/32Q/16D Одиночний розряд – Парний розряд                     | Чжань Хаоцін Чжань Юнжань 6–1, 6–2                    | Місакі Дой Курумі Нара              | Айла Томлянович Крістіна Макгейл          | Катерина Бондаренко Медісон Бренгл Чжен Сайсай Сє Шувей              |
| 21 вересня | Pan Pacific Open Токіо, Японія WTA Premier $1,000,000 – Хард – 28S/32Q/16D Одиночний розряд – Парний розряд                           | Агнешка Радванська 6–2, 6–2                           | Белінда Бенчич                      | Каролін Возняцкі Домініка Цібулкова       | Анджелік Кербер Гарбінє Мугуруса Кароліна Плішкова Ана Іванович      |
| 21 вересня | Pan Pacific Open Токіо, Японія WTA Premier $1,000,000 – Хард – 28S/32Q/16D Одиночний розряд – Парний розряд                           | Гарбінє Мугуруса Карла Суарес Наварро 7–5, 6–1        | Чжань Хаоцін Чжань Юнжань           | Каролін Возняцкі Домініка Цібулкова       | Анджелік Кербер Гарбінє Мугуруса Кароліна Плішкова Ана Іванович      |
| 21 вересня | Korea Open Сеул, Південна Корея WTA International $500,000 – Хард – 32S/32Q/16D Одиночний розряд – Парний розряд                      | Ірина-Камелія Бегу 6–3, 6–1                           | Олександра Соснович                 | Алісон ван Ейтванк Анна Кароліна Шмідлова | Юганна Ларссон Єлизавета Кулічкова Слоун Стівенс Мона Бартель        |
| 21 вересня | Korea Open Сеул, Південна Корея WTA International $500,000 – Хард – 32S/32Q/16D Одиночний розряд – Парний розряд                      | Лара Арруабаррена Андрея Клепач 2–6, 6–3, [10–6]      | Кікі Бертенс Юганна Ларссон         | Алісон ван Ейтванк Анна Кароліна Шмідлова | Юганна Ларссон Єлизавета Кулічкова Слоун Стівенс Мона Бартель        |
| 21 вересня | Guangzhou International Women's Open Гуанчжоу, Китай WTA International $250,000 – Хард – 32S/24Q/16D Одиночний розряд – Парний розряд | Єлена Янкович 6–2, 6–0                                | Деніса Аллертова                    | Сара Еррані Яніна Вікмаєр                 | Симона Халеп Чжен Сайсай Світлана Кузнецова Моніка Нікулеску         |
| 21 вересня | Guangzhou International Women's Open Гуанчжоу, Китай WTA International $250,000 – Хард – 32S/24Q/16D Одиночний розряд – Парний розряд | Мартіна Хінгіс Саня Мірза 6–3, 6–1                    | Xu Shilin You Xiaodi                | Сара Еррані Яніна Вікмаєр                 | Симона Халеп Чжен Сайсай Світлана Кузнецова Моніка Нікулеску         |
| 28 вересня | Wuhan Open Ухань, Китай WTA Premier 5 $2,513,000 – Хард – 56S/32Q/28D Одиночний розряд – Парний розряд                                | Вінус Вільямс 6–3, 3–0 ret.                           | Гарбінє Мугуруса                    | Роберта Вінчі Анджелік Кербер             | Джоанна Конта Кароліна Плішкова Анна Кароліна Шмідлова Коко Вандевей |
| 28 вересня | Wuhan Open Ухань, Китай WTA Premier 5 $2,513,000 – Хард – 56S/32Q/28D Одиночний розряд – Парний розряд                                | Мартіна Хінгіс Саня Мірза 6–2, 6–3                    | Ірина-Камелія Бегу Моніка Нікулеску | Роберта Вінчі Анджелік Кербер             | Джоанна Конта Кароліна Плішкова Анна Кароліна Шмідлова Коко Вандевей |
| 28 вересня | Tashkent Open Ташкент, Узбекистан WTA International $250,000 – Хард – 32S/16Q/16D Одиночний розряд – Парний розряд                    | Нао Хібіно 6–2, 6–2                                   | Донна Векич                         | Бояна Йовановські Євгенія Родіна          | Анніка Бек Катерина Козлова Юганна Ларссон Анна-Лена Фрідзам         |
| 28 вересня | Tashkent Open Ташкент, Узбекистан WTA International $250,000 – Хард – 32S/16Q/16D Одиночний розряд – Парний розряд                    | Маргарита Гаспарян Олександра Панова 6–1, 3–6, [10–3] | Віра Душевіна Катержина Сінякова    | Бояна Йовановські Євгенія Родіна          | Анніка Бек Катерина Козлова Юганна Ларссон Анна-Лена Фрідзам         |

### Жовтень
| Тиждень   | Турнір | Чемпіонки                                           | Фіналістки                                    | Півфіналістки                       | Чвертьфіналістки                                                            |
| --------- | --- | --------------------------------------------------- | --------------------------------------------- | ----------------------------------- | --------------------------------------------------------------------------- |
| 5 жовтня  | China Open Пекін, Китай WTA Premier Mandatory $6,157,160 – Хард – 60S/32Q/28D Одиночний розряд – Парний розряд                 | Гарбінє Мугуруса 7–5, 6–4                           | Тімеа Бачинскі                                | Агнешка Радванська Ана Іванович     | Бетані Маттек-Сендс Анджелік Кербер Анастасія Павлюченкова Сара Еррані      |
| 5 жовтня  | China Open Пекін, Китай WTA Premier Mandatory $6,157,160 – Хард – 60S/32Q/28D Одиночний розряд – Парний розряд                 | Мартіна Хінгіс Саня Мірза 6–7(9–11), 6–1, [10–8]    | Чжань Хаоцін Чжань Юнжань                     | Агнешка Радванська Ана Іванович     | Бетані Маттек-Сендс Анджелік Кербер Анастасія Павлюченкова Сара Еррані      |
| 12 жовтня | Tianjin Open Тяньдзінь, Китай WTA International $500,000 – Хард – 32S/32Q/16D Одиночний розряд – Парний розряд                 | Агнешка Радванська 6–1, 6–2                         | Данка Ковінич                                 | Бояна Йовановські Кароліна Плішкова | Дуань Інін Крістіна Младенович Тімеа Бабош Єлизавета Кулічкова              |
| 12 жовтня | Tianjin Open Тяньдзінь, Китай WTA International $500,000 – Хард – 32S/32Q/16D Одиночний розряд – Парний розряд                 | Сюй Їфань Чжен Сайсай 6–2, 3–6, [10–8]              | Дарія Юрак Ніколь Меліхар                     | Бояна Йовановські Кароліна Плішкова | Дуань Інін Крістіна Младенович Тімеа Бабош Єлизавета Кулічкова              |
| 12 жовтня | Hong Kong Open Hong Kong WTA International $250,000 – Хард – 32S/24Q/16D Одиночний розряд – Парний розряд                      | Єлена Янкович 3–6, 7–6(7–4), 6–1                    | Анджелік Кербер                               | Вінус Вільямс Саманта Стосур        | Алізе Корне Дарія Гаврилова Гезер Вотсон Каролін Гарсія                     |
| 12 жовтня | Hong Kong Open Hong Kong WTA International $250,000 – Хард – 32S/24Q/16D Одиночний розряд – Парний розряд                      | Алізе Корне Ярослава Шведова 7–5, 6–4               | Лара Арруабаррена Андрея Клепач               | Вінус Вільямс Саманта Стосур        | Алізе Корне Дарія Гаврилова Гезер Вотсон Каролін Гарсія                     |
| 12 жовтня | Linz Open Лінц, Австрія WTA International $250,000 – Хард (п) – 32S/32Q/16D Одиночний розряд – Парний розряд                   | Анастасія Павлюченкова 6–4, 6–3                     | Анна-Лена Фрідзам                             | Юганна Ларссон Кірстен Фліпкенс     | Маргарита Гаспарян Медісон Бренгл Александра Крунич Деніса Аллертова        |
| 12 жовтня | Linz Open Лінц, Австрія WTA International $250,000 – Хард (п) – 32S/32Q/16D Одиночний розряд – Парний розряд                   | Ракель Копс-Джонс Абігейл Спірс 6–3, 7–5            | Андреа Главачкова Луціє Градецька             | Юганна Ларссон Кірстен Фліпкенс     | Маргарита Гаспарян Медісон Бренгл Александра Крунич Деніса Аллертова        |
| 19 жовтня | Кубок Кремля Москва, Росія WTA Premier $768,000 – Хард (п) – 28S/32Q/16D Одиночний розряд – Парний розряд                      | Світлана Кузнецова 6–2, 6–1                         | Анастасія Павлюченкова                        | Леся Цуренко Дарія Касаткіна        | Флавія Пеннетта Анастасія Севастова Карла Суарес Наварро Маргарита Гаспарян |
| 19 жовтня | Кубок Кремля Москва, Росія WTA Premier $768,000 – Хард (п) – 28S/32Q/16D Одиночний розряд – Парний розряд                      | Дарія Касаткіна Олена Весніна 6–3, 6–7(7–9), [10–5] | Ірина-Камелія Бегу Моніка Нікулеску           | Леся Цуренко Дарія Касаткіна        | Флавія Пеннетта Анастасія Севастова Карла Суарес Наварро Маргарита Гаспарян |
| 19 жовтня | Luxembourg Open Kockelscheuer, Люксембург WTA International $250,000 – Хард (п) – 32S/32Q/16D Одиночний розряд – Парний розряд | Місакі Дой 6–4, 6–7(7–9), 6–0                       | Мона Бартель                                  | Штефані Феґеле Алісон ван Ейтванк   | Лаура Зігемунд Міряна Лучич-Бароні Єлена Янкович Барбора Заглавова-Стрицова |
| 19 жовтня | Luxembourg Open Kockelscheuer, Люксембург WTA International $250,000 – Хард (п) – 32S/32Q/16D Одиночний розряд – Парний розряд | Мона Бартель Лаура Зігемунд 6–2, 7–6(7–2)           | Анабель Медіна Гаррігес Аранча Парра Сантонха | Штефані Феґеле Алісон ван Ейтванк   | Лаура Зігемунд Міряна Лучич-Бароні Єлена Янкович Барбора Заглавова-Стрицова |
| 26 жовтня | Фінал WTA Сінгапур Чемпіонат закінчення року $7,000,000 – Хард (п) – 8S (RR)/8D (RR) Одиночний розряд – Парний розряд          | Агнешка Радванська 6–2, 4–6, 6–3                    | Петра Квітова                                 | Марія Шарапова Гарбінє Мугуруса     | Круговий турнір Симона Халеп Флавія Пеннетта Анджелік Кербер Луціє Шафарова |
| 26 жовтня | Фінал WTA Сінгапур Чемпіонат закінчення року $7,000,000 – Хард (п) – 8S (RR)/8D (RR) Одиночний розряд – Парний розряд          | Мартіна Хінгіс Саня Мірза 6–0, 6–3                  | Гарбінє Мугуруса Карла Суарес Наварро         | Марія Шарапова Гарбінє Мугуруса     | Круговий турнір Симона Халеп Флавія Пеннетта Анджелік Кербер Луціє Шафарова |

### Листопад
| Тиждень         | Турнір | Чемпіонки                   | Фіналістки                                    | Півфіналістки                 | Круговий турнір |
| --------------- | --- | --------------------------- | --------------------------------------------- | ----------------------------- | --- |
| November 2      | WTA Elite Trophy Чжухай, Китай Чемпіонат закінчення року $2,150,000 – Хард – 12S (RR)/6D (RR) Одиночний розряд – Парний розряд | Вінус Вільямс 7–5, 7–6(8–6) | Кароліна Плішкова                             | Роберта Вінчі Еліна Світоліна | Медісон Кіз Чжен Сайсай Карла Суарес Наварро Андреа Петкович Єлена Янкович Сара Еррані Світлана Кузнецова Анна Кароліна Шмідлова(Alt) Каролін Возняцкі |
| November 2      | WTA Elite Trophy Чжухай, Китай Чемпіонат закінчення року $2,150,000 – Хард – 12S (RR)/6D (RR) Одиночний розряд – Парний розряд | Лян Чень Ван Яфань 6–4, 6–3 | Анабель Медіна Гаррігес Аранча Парра Сантонха | Роберта Вінчі Еліна Світоліна | Медісон Кіз Чжен Сайсай Карла Суарес Наварро Андреа Петкович Єлена Янкович Сара Еррані Світлана Кузнецова Анна Кароліна Шмідлова(Alt) Каролін Возняцкі |
| 14–15 листопада | Фінал Кубка Федерації Прага, Чехія – Хард (п)                                                                                  | Чехія · 3–2                 | Росія                                         |                               | |

## Статистична інформація
Ці таблиці показують кількість виграних турнірів кожною окремою гравчинею та представницями різних країн. Враховані одиночні (S), парні (D) та змішані (X) титули на турнірах усіх рівнів: Великий шолом, чемпіонати закінчення сезону (Чемпіонат Туру WTA і Турнір of Champions), Турніри WTA Premier (Premier Mandatory, Premier 5 і звичайні Premier), а також Турніри WTA International. Гравчинь і країни розподілено за такими показниками:
1. Загальна кількість титулів (титул в парному розряді, виграний двома тенісистками, які представляють одну й ту саму країну, зараховано як  лише один виграш для країни);
2. Сумарна цінність усіх виграних титулів (одна перемога на турнірі Великого шолома, дорівнює двом перемогам на турнірі Premier Mandatory/Premier 5, одна перемога на чемпіонаті закінчення сезону дорівнює півтора перемогам на Premier Mandatory/Premier 5, одна перемога на Mandatory/Premier 5 дорівнює двом перемогам на звичайних Premier, одна перемога на Premier дорівнює двом перемогам на International);
3. Ієрархія розрядів: одиночний > парний > змішаний;
4. Алфавітний порядок (для гравчинь за прізвищем).

### Легенда
| Турніри Великого шолома      |
| Чемпіонати закінчення сезону |
| WTA Premier Mandatory        |
| WTA Premier 5                |
| WTA Premier                  |
| WTA International            |

### Титули окремих гравчинь
| Загалом | Гравчиня                       | S | D | X | S | D | S | D | S | D | S | D | S | D | S | D  | X |
| ------- | ------------------------------ | - | - | - | - | - | - | - | - | - | - | - | - | - | - | -- | - |
| 13      | Мартіна Хінгіс (SUI)           |   | ● | ● |   | ● |   | ● |   | ● |   | ● |   | ● | 0 | 10 | 3 |
| 10      | Саня Мірза (IND)               |   | ● |   |   | ● |   | ● |   | ● |   | ● |   | ● | 0 | 10 | 0 |
| 6       | Бетані Маттек-Сендс (USA)      |   | ● | ● |   |   |   |   |   | ● |   | ● |   |   | 0 | 5  | 1 |
| 5       | Серена Вільямс (USA)           | ● |   |   |   |   | ● |   | ● |   |   |   |   |   | 5 | 0  | 0 |
| 5       | Луціє Шафарова (CZE)           |   | ● |   |   |   |   |   |   | ● | ● | ● |   |   | 1 | 4  | 0 |
| 4       | Белінда Бенчич (SUI)           |   |   |   |   |   |   |   | ● |   | ● |   |   | ● | 2 | 2  | 0 |
| 4       | Крістіна Младенович (FRA)      |   |   |   |   |   |   |   |   | ● |   |   |   | ● | 0 | 4  | 0 |
| 4       | Чжань Хаоцін (TPE)             |   |   |   |   |   |   |   |   | ● |   |   |   | ● | 0 | 4  | 0 |
| 4       | Анджелік Кербер (GER)          |   |   |   |   |   |   |   |   |   | ● |   |   |   | 4 | 0  | 0 |
| 3       | Вінус Вільямс (USA)            |   |   |   | ● |   |   |   | ● |   |   |   | ● |   | 3 | 0  | 0 |
| 3       | Агнешка Радванська (POL)       |   |   |   | ● |   |   |   |   |   | ● |   | ● |   | 3 | 0  | 0 |
| 3       | Лян Чень (CHN)                 |   |   |   |   | ● |   |   |   |   |   |   |   | ● | 0 | 3  | 0 |
| 3       | Симона Халеп (ROU)             |   |   |   |   |   | ● |   | ● |   |   |   | ● |   | 3 | 0  | 0 |
| 3       | Петра Квітова (CZE)            |   |   |   |   |   | ● |   |   |   | ● |   |   |   | 3 | 0  | 0 |
| 3       | Тімеа Бабош (HUN)              |   |   |   |   |   |   |   |   | ● |   |   |   | ● | 0 | 3  | 0 |
| 3       | Чжань Юнжань (TPE)             |   |   |   |   |   |   |   |   | ● |   |   |   | ● | 0 | 3  | 0 |
| 3       | Гарбінє Мугуруса (ESP)         |   |   |   |   |   | ● |   |   |   |   | ● |   |   | 1 | 2  | 0 |
| 3       | Ракель Копс-Джонс (USA)        |   |   |   |   |   |   |   |   |   |   | ● |   | ● | 0 | 3  | 0 |
| 3       | Абігейл Спірс (USA)            |   |   |   |   |   |   |   |   |   |   | ● |   | ● | 0 | 3  | 0 |
| 3       | Юганна Ларссон (SWE)           |   |   |   |   |   |   |   |   |   |   |   | ● | ● | 1 | 2  | 0 |
| 3       | Маргарита Гаспарян (RUS)       |   |   |   |   |   |   |   |   |   |   |   | ● | ● | 1 | 2  | 0 |
| 3       | Лаура Зігемунд (GER)           |   |   |   |   |   |   |   |   |   |   |   |   | ● | 0 | 3  | 0 |
| 2       | Ван Яфань (CHN)                |   |   |   |   | ● |   |   |   |   |   |   |   | ● | 0 | 2  | 0 |
| 2       | Ярослава Шведова (KAZ)         |   |   |   |   |   |   | ● |   |   |   |   |   | ● | 0 | 2  | 0 |
| 2       | Марія Шарапова (RUS)           |   |   |   |   |   |   |   | ● |   | ● |   |   |   | 2 | 0  | 0 |
| 2       | Карла Суарес Наварро (ESP)     |   |   |   |   |   |   |   |   |   |   | ● |   |   | 0 | 2  | 0 |
| 2       | Анабель Медіна Гаррігес (ESP)  |   |   |   |   |   |   |   |   |   |   | ● |   | ● | 0 | 2  | 0 |
| 2       | Сюй Їфань (CHN)                |   |   |   |   |   |   |   |   |   |   | ● |   | ● | 0 | 2  | 0 |
| 2       | Чжен Сайсай (CHN)              |   |   |   |   |   |   |   |   |   |   | ● |   | ● | 0 | 2  | 0 |
| 2       | Тімеа Бачинскі (SUI)           |   |   |   |   |   |   |   |   |   |   |   | ● |   | 2 | 0  | 0 |
| 2       | Єлена Янкович (SRB)            |   |   |   |   |   |   |   |   |   |   |   | ● |   | 2 | 0  | 0 |
| 2       | Тельяна Перейра (BRA)          |   |   |   |   |   |   |   |   |   |   |   | ● |   | 2 | 0  | 0 |
| 2       | Анна Кароліна Шмідлова (SVK)   |   |   |   |   |   |   |   |   |   |   |   | ● |   | 2 | 0  | 0 |
| 2       | Саманта Стосур (AUS)           |   |   |   |   |   |   |   |   |   |   |   | ● |   | 2 | 0  | 0 |
| 2       | Анніка Бек (GER)               |   |   |   |   |   |   |   |   |   |   |   | ● | ● | 1 | 1  | 0 |
| 2       | Сара Еррані (ITA)              |   |   |   |   |   |   |   |   |   |   |   | ● | ● | 1 | 1  | 0 |
| 2       | Еліна Світоліна (UKR)          |   |   |   |   |   |   |   |   |   |   |   | ● | ● | 1 | 1  | 0 |
| 2       | Лара Арруабаррена (ESP)        |   |   |   |   |   |   |   |   |   |   |   |   | ● | 0 | 2  | 0 |
| 2       | Кікі Бертенс (NED)             |   |   |   |   |   |   |   |   |   |   |   |   | ● | 0 | 2  | 0 |
| 2       | Їсалін Бонавентюре (BEL)       |   |   |   |   |   |   |   |   |   |   |   |   | ● | 0 | 2  | 0 |
| 2       | Олександра Панова (RUS)        |   |   |   |   |   |   |   |   |   |   |   |   | ● | 0 | 2  | 0 |
| 2       | Демі Схюрс (NED)               |   |   |   |   |   |   |   |   |   |   |   |   | ● | 0 | 2  | 0 |
| 1       | Флавія Пеннетта (ITA)          | ● |   |   |   |   |   |   |   |   |   |   |   |   | 1 | 0  | 0 |
| 1       | Кейсі Деллаква (AUS)           |   |   |   |   |   |   | ● |   |   |   |   |   |   | 0 | 1  | 0 |
| 1       | Світлана Кузнецова (RUS)       |   |   |   |   |   |   |   |   |   | ● |   |   |   | 1 | 0  | 0 |
| 1       | Андреа Петкович (GER)          |   |   |   |   |   |   |   |   |   | ● |   |   |   | 1 | 0  | 0 |
| 1       | Луціє Градецька (CZE)          |   |   |   |   |   |   |   |   |   |   | ● |   |   | 0 | 1  | 0 |
| 1       | Каролін Гарсія (FRA)           |   |   |   |   |   |   |   |   |   |   | ● |   |   | 0 | 1  | 0 |
| 1       | Юлія Гергес (GER)              |   |   |   |   |   |   |   |   |   |   | ● |   |   | 0 | 1  | 0 |
| 1       | Дарія Касаткіна (RUS)          |   |   |   |   |   |   |   |   |   |   | ● |   |   | 0 | 1  | 0 |
| 1       | Сабіне Лісіцкі (GER)           |   |   |   |   |   |   |   |   |   |   | ● |   |   | 0 | 1  | 0 |
| 1       | Аранча Парра Сантонха (ESP)    |   |   |   |   |   |   |   |   |   |   | ● |   |   | 0 | 1  | 0 |
| 1       | Катарина Среботнік (SLO)       |   |   |   |   |   |   |   |   |   |   | ● |   |   | 0 | 1  | 0 |
| 1       | Олена Весніна (RUS)            |   |   |   |   |   |   |   |   |   |   | ● |   |   | 0 | 1  | 0 |
| 1       | Ірина-Камелія Бегу (ROU)       |   |   |   |   |   |   |   |   |   |   |   | ● |   | 1 | 0  | 0 |
| 1       | Місакі Дой (JPN)               |   |   |   |   |   |   |   |   |   |   |   | ● |   | 1 | 0  | 0 |
| 1       | Каміла Джорджі (ITA)           |   |   |   |   |   |   |   |   |   |   |   | ● |   | 1 | 0  | 0 |
| 1       | Даніела Гантухова (SVK)        |   |   |   |   |   |   |   |   |   |   |   | ● |   | 1 | 0  | 0 |
| 1       | Нао Хібіно (JPN)               |   |   |   |   |   |   |   |   |   |   |   | ● |   | 1 | 0  | 0 |
| 1       | Карін Кнапп (ITA)              |   |   |   |   |   |   |   |   |   |   |   | ● |   | 1 | 0  | 0 |
| 1       | Ана Конюх (CRO)                |   |   |   |   |   |   |   |   |   |   |   | ● |   | 1 | 0  | 0 |
| 1       | Анастасія Павлюченкова (RUS)   |   |   |   |   |   |   |   |   |   |   |   | ● |   | 1 | 0  | 0 |
| 1       | Кароліна Плішкова (CZE)        |   |   |   |   |   |   |   |   |   |   |   | ● |   | 1 | 0  | 0 |
| 1       | Слоун Стівенс (USA)            |   |   |   |   |   |   |   |   |   |   |   | ● |   | 1 | 0  | 0 |
| 1       | Леся Цуренко (UKR)             |   |   |   |   |   |   |   |   |   |   |   | ● |   | 1 | 0  | 0 |
| 1       | Гезер Вотсон (GBR)             |   |   |   |   |   |   |   |   |   |   |   | ● |   | 1 | 0  | 0 |
| 1       | Яніна Вікмаєр (BEL)            |   |   |   |   |   |   |   |   |   |   |   | ● |   | 1 | 0  | 0 |
| 1       | Каролін Возняцкі (DNK)         |   |   |   |   |   |   |   |   |   |   |   | ● |   | 1 | 0  | 0 |
| 1       | Мона Бартель (GER)             |   |   |   |   |   |   |   |   |   |   |   |   | ● | 0 | 1  | 0 |
| 1       | Чжуан Цзяжун (TPE)             |   |   |   |   |   |   |   |   |   |   |   |   | ● | 0 | 1  | 0 |
| 1       | Алізе Корне (FRA)              |   |   |   |   |   |   |   |   |   |   |   |   | ● | 0 | 1  | 0 |
| 1       | Габріела Дабровскі (CAN)       |   |   |   |   |   |   |   |   |   |   |   |   | ● | 0 | 1  | 0 |
| 1       | Дарія Гаврилова (RUS)          |   |   |   |   |   |   |   |   |   |   |   |   | ● | 0 | 1  | 0 |
| 1       | Паула Крістіна Гонсалвеш (BRA) |   |   |   |   |   |   |   |   |   |   |   |   | ● | 0 | 1  | 0 |
| 1       | Беатріс Аддад Майя (BRA)       |   |   |   |   |   |   |   |   |   |   |   |   | ● | 0 | 1  | 0 |
| 1       | Оксана Калашникова (GEO)       |   |   |   |   |   |   |   |   |   |   |   |   | ● | 0 | 1  | 0 |
| 1       | Людмила Кіченок (UKR)          |   |   |   |   |   |   |   |   |   |   |   |   | ● | 0 | 1  | 0 |
| 1       | Надія Кіченок (UKR)            |   |   |   |   |   |   |   |   |   |   |   |   | ● | 0 | 1  | 0 |
| 1       | Андрея Клепач (SLO)            |   |   |   |   |   |   |   |   |   |   |   |   | ● | 0 | 1  | 0 |
| 1       | Данка Ковінич (MNE)            |   |   |   |   |   |   |   |   |   |   |   |   | ● | 0 | 1  | 0 |
| 1       | Барбора Крейчикова (CZE)       |   |   |   |   |   |   |   |   |   |   |   |   | ● | 0 | 1  | 0 |
| 1       | Ан-Софі Месташ (BEL)           |   |   |   |   |   |   |   |   |   |   |   |   | ● | 0 | 1  | 0 |
| 1       | Ейжа Мугаммад (USA)            |   |   |   |   |   |   |   |   |   |   |   |   | ● | 0 | 1  | 0 |
| 1       | Ребекка Петерсон (SWE)         |   |   |   |   |   |   |   |   |   |   |   |   | ● | 0 | 1  | 0 |
| 1       | Аліція Росольська (POL)        |   |   |   |   |   |   |   |   |   |   |   |   | ● | 0 | 1  | 0 |
| 1       | Катержина Сінякова (CZE)       |   |   |   |   |   |   |   |   |   |   |   |   | ● | 0 | 1  | 0 |
| 1       | Марія Тереса Торро Флор (ESP)  |   |   |   |   |   |   |   |   |   |   |   |   | ● | 0 | 1  | 0 |
| 1       | Роберта Вінчі (ITA)            |   |   |   |   |   |   |   |   |   |   |   |   | ● | 0 | 1  | 0 |
| 1       | Штефані Фогт (LIE)             |   |   |   |   |   |   |   |   |   |   |   |   | ● | 0 | 1  | 0 |

### Титули за країнами
| Загалом | Країна                  | S | D | X | S | D | S | D | S | D | S | D | S | D | S | D  | X |
| ------- | ----------------------- | - | - | - | - | - | - | - | - | - | - | - | - | - | - | -- | - |
| 19      | США (USA)               | 3 | 2 | 1 | 1 |   | 1 |   | 2 | 1 |   | 3 | 2 | 3 | 9 | 9  | 1 |
| 19      | Швейцарія (SUI)         |   | 2 | 3 |   | 1 |   | 3 | 1 | 1 | 1 | 2 | 2 | 3 | 4 | 12 | 3 |
| 12      | Чехія (CZE)             |   | 2 |   |   |   | 1 |   |   | 1 | 3 | 2 | 1 | 2 | 5 | 7  | 0 |
| 11      | Німеччина (GER)         |   |   |   |   |   |   |   |   |   | 5 | 2 | 1 | 3 | 6 | 5  | 0 |
| 10      | Індія (IND)             |   | 2 |   |   | 1 |   | 3 |   | 1 |   | 2 |   | 1 | 0 | 10 | 0 |
| 9       | Росія (RUS)             |   |   |   |   |   |   |   | 1 |   | 2 | 1 | 2 | 3 | 5 | 4  | 0 |
| 7       | Іспанія (ESP)           |   |   |   |   |   | 1 |   |   |   |   | 3 |   | 3 | 1 | 6  | 0 |
| 6       | Франція (FRA)           |   |   |   |   |   |   |   |   | 2 |   | 1 |   | 3 | 0 | 6  | 0 |
| 5       | Італія (ITA)            | 1 |   |   |   |   |   |   |   |   |   |   | 3 | 1 | 4 | 1  | 0 |
| 5       | КНР (CHN)               |   |   |   |   | 1 |   |   |   |   |   | 1 |   | 3 | 0 | 5  | 0 |
| 5       | Китайський Тайбей (TPE) |   |   |   |   |   |   |   |   | 1 |   |   |   | 4 | 0 | 5  | 0 |
| 4       | Польща (POL)            |   |   |   | 1 |   |   |   |   |   | 1 |   | 1 | 1 | 3 | 1  | 0 |
| 4       | Румунія (ROU)           |   |   |   |   |   | 1 |   | 1 |   |   |   | 2 |   | 4 | 0  | 0 |
| 4       | Україна (UKR)           |   |   |   |   |   |   |   |   |   |   |   | 2 | 2 | 2 | 2  | 0 |
| 4       | Бельгія (BEL)           |   |   |   |   |   |   |   |   |   |   |   | 1 | 3 | 1 | 3  | 0 |
| 4       | Швеція (SWE)            |   |   |   |   |   |   |   |   |   |   |   | 1 | 3 | 1 | 3  | 0 |
| 4       | Нідерланди (NED)        |   |   |   |   |   |   |   |   |   |   |   |   | 4 | 0 | 4  | 0 |
| 3       | Австралія (AUS)         |   |   |   |   |   |   | 1 |   |   |   |   | 2 |   | 2 | 1  | 0 |
| 3       | Угорщина (HUN)          |   |   |   |   |   |   |   |   | 2 |   |   |   | 1 | 0 | 3  | 0 |
| 3       | Словаччина (SVK)        |   |   |   |   |   |   |   |   |   |   |   | 3 |   | 3 | 0  | 0 |
| 3       | Бразилія (BRA)          |   |   |   |   |   |   |   |   |   |   |   | 2 | 1 | 2 | 1  | 0 |
| 2       | Казахстан (KAZ)         |   |   |   |   |   |   | 1 |   |   |   |   |   | 1 | 0 | 2  | 0 |
| 2       | Словенія (SLO)          |   |   |   |   |   |   |   |   |   |   | 1 |   | 1 | 0 | 2  | 0 |
| 2       | Японія (JPN)            |   |   |   |   |   |   |   |   |   |   |   | 2 |   | 2 | 0  | 0 |
| 2       | Сербія (SRB)            |   |   |   |   |   |   |   |   |   |   |   | 2 |   | 2 | 0  | 0 |
| 1       | Хорватія (CRO)          |   |   |   |   |   |   |   |   |   |   |   | 1 |   | 1 | 0  | 0 |
| 1       | Данія (DNK)             |   |   |   |   |   |   |   |   |   |   |   | 1 |   | 1 | 0  | 0 |
| 1       | Велика Британія (GBR)   |   |   |   |   |   |   |   |   |   |   |   | 1 |   | 1 | 0  | 0 |
| 1       | Канада (CAN)            |   |   |   |   |   |   |   |   |   |   |   |   | 1 | 0 | 1  | 0 |
| 1       | Грузія (GEO)            |   |   |   |   |   |   |   |   |   |   |   |   | 1 | 0 | 1  | 0 |
| 1       | Ліхтенштейн (LIE)       |   |   |   |   |   |   |   |   |   |   |   |   | 1 | 0 | 1  | 0 |
| 1       | Чорногорія (MNE)        |   |   |   |   |   |   |   |   |   |   |   |   | 1 | 0 | 1  | 0 |

### Інформація про титули
Наведені нижче гравчині виграли свій перший титул рівня Туру WTA в одиночному, парному або змішаному розряді:
| Одиночний розряд |
| --- |
| - Анна Кароліна Шмідлова – Катовіце (сітка) - Тельяна Перейра – Богота (сітка) - Каміла Джорджі – Rosmalen (сітка) - Ана Конюх – Ноттінгем (сітка) - Белінда Бенчич – Істборн (сітка) - Юганна Ларссон – Бостад (сітка) - Леся Цуренко – Стамбул (сітка) - Маргарита Гаспарян – Баку (сітка) - Слоун Стівенс – Washington, D.C. (сітка) - Нао Хібіно – Ташкент (сітка) - Місакі Дой – Luxembourg (сітка) |

| Парний розряд |
| --- |
| - Людмила Кіченок – Шеньчжень (сітка) - Надія Кіченок – Шеньчжень (сітка) - Кікі Бертенс – Гобарт (сітка) - Їсалін Бонавентюре – Ріо-де-Жанейро (сітка) - Ребекка Петерсон – Ріо-де-Жанейро (сітка) - Ван Яфань – Куала-Лумпур (сітка) - Демі Схюрс – Катовіце (сітка) - Паула Крістіна Гонсалвеш – Богота (сітка) - Беатріс Аддад Майя – Богота (сітка) - Белінда Бенчич – Прага (сітка) - Ейжа Мугаммад – Rosmalen (сітка) - Лаура Зігемунд – Rosmalen (сітка) - Дарія Гаврилова – Стамбул (сітка) - Данка Ковінич – Бад-Гастайн (сітка) - Анніка Бек – Флоріанополіс (сітка) - Маргарита Гаспарян – Баку (сітка) - Барбора Крейчикова – Québec City (сітка) - Ан-Софі Месташ – Québec City (сітка) - Дарія Касаткіна – Москва (сітка) |

Наведені нижче гравчині захистили свій торішній титул в одиночному, парному або змішаному розряді:
| Одиночний розряд                                                                          |
| ----------------------------------------------------------------------------------------- |
| - Серена Вільямс – Маямі (сітка), Цинциннаті (сітка) - Петра Квітова – Нью-Гейвен (сітка) |

| Парний розряд |
| --- |
| - Мартіна Хінгіс – Маямі (сітка), Ухань (сітка) - Еліна Світоліна – Стамбул (сітка) - Олександра Панова – Баку (сітка) - Лара Арруабаррена – Сеул (сітка) - Саня Мірза – Фінал WTA (сітка) |

### Увійшли в першу десятку
Наведені нижче гравчині вперше у своїй кар'єрі увійшли в першу десятку рейтингу WTA:
| Одиночний розряд |
| --- |
| - Катерина Макарова (2 лютого стала №9) - Карла Суарес Наварро (6 квітня стала №10) - Луціє Шафарова (8 червня стала №7) - Гарбінє Мугуруса (13 липня стала №9) - Кароліна Плішкова (10 серпня стала №8) - Тімеа Бачинскі (12 жовтня стала №10) |

| Парний розряд |
| --- |
| - Гарбінє Мугуруса (23 лютого стала №10) - Ракель Копс-Джонс (2 березня стала №10) - Абігейл Спірс (2 березня стала №10) - Крістіна Младенович (6 квітня стала №10) - Бетані Маттек-Сендс (8 червня стала №6) - Луціє Шафарова (8 червня стала №5) - Тімеа Бабош (8 червня стала №10) |

## Рейтинги WTA
Нижче наведено по двадцять перших гравчинь у рейтингу WTA наприкінці сезону, рейтингу гонки до Чемпіонату WTA в одиночному розряді, а також двадцять перших гравчинь і десять перших пар рейтингу WTA  наприкінці сезону 2015. Гравчині на золотому тлі кваліфікувалися на Фінал WTA.

### Одиночний розряд
| Рейтинг гонки до Чемпіонату WTA станом на 26 жовтня 2015 | Рейтинг гонки до Чемпіонату WTA станом на 26 жовтня 2015 | Рейтинг гонки до Чемпіонату WTA станом на 26 жовтня 2015 | Рейтинг гонки до Чемпіонату WTA станом на 26 жовтня 2015 |
| #                                                        | Гравчиня                                                 | Очки                                                     |                                                          |
| -------------------------------------------------------- | -------------------------------------------------------- | -------------------------------------------------------- | -------------------------------------------------------- |
| inj                                                      | Серена Вільямс                                           | 9,945                                                    |                                                          |
| 1                                                        | Симона Халеп (ROU)                                       | 5790                                                     |                                                          |
| 2                                                        | Гарбінє Мугуруса (ESP)                                   | 4511                                                     |                                                          |
| 3                                                        | Марія Шарапова (RUS)                                     | 4322                                                     |                                                          |
| 4                                                        | Петра Квітова (CZE)                                      | 3491                                                     |                                                          |
| 5                                                        | Агнешка Радванська (POL)                                 | 3425                                                     |                                                          |
| 6                                                        | Анджелік Кербер (GER)                                    | 3400                                                     |                                                          |
| 7                                                        | Флавія Пеннетта (ITA)                                    | 3252                                                     |                                                          |
| 8                                                        | Луціє Шафарова (CZE)                                     | 3221                                                     |                                                          |
| 9                                                        | Тімеа Бачинскі (SUI)                                     | 3133                                                     |                                                          |
| 10                                                       | Вінус Вільямс (USA)                                      | 3091                                                     |                                                          |
| 11                                                       | Карла Суарес Наварро (ESP)                               | 3030                                                     |                                                          |
| 12                                                       | Кароліна Плішкова (CZE)                                  | 2955                                                     |                                                          |
| 13                                                       | Белінда Бенчич (SUI)                                     | 2900                                                     |                                                          |
| 14                                                       | Роберта Вінчі (ITA)                                      | 2655                                                     |                                                          |
| 15                                                       | Каролін Возняцкі (DEN)                                   | 2641                                                     |                                                          |
| 16                                                       | Ана Іванович (SRB)                                       | 2616                                                     |                                                          |
| 17                                                       | Сара Еррані (ITA)                                        | 2525                                                     |                                                          |
| 18                                                       | Медісон Кіз (USA)                                        | 2495                                                     |                                                          |
| 19                                                       | Еліна Світоліна (UKR)                                    | 2410                                                     |                                                          |
| 20                                                       | Єлена Янкович (SRB)                                      | 2345                                                     |                                                          |

| Champion |

| 1  | Серена Вільямс (USA)       | 9,945 | 16 | 1  | 1  | 1  | ▬    |
| 2  | Симона Халеп (ROU)         | 6,060 | 18 | 3  | 2  | 4  | ▲ 1  |
| 3  | Гарбінє Мугуруса (ESP)     | 5,200 | 20 | 21 | 3  | 24 | ▲ 18 |
| 4  | Марія Шарапова (RUS)       | 5,011 | 17 | 2  | 2  | 4  | ▼ 2  |
| 5  | Агнешка Радванська (POL)   | 4,500 | 24 | 6  | 5  | 15 | ▲ 1  |
| 6  | Петра Квітова (CZE)        | 4,220 | 19 | 4  | 2  | 6  | ▼ 2  |
| 7  | Вінус Вільямс (USA)        | 3,790 | 18 | 19 | 7  | 24 | ▲ 12 |
| 8  | Флавія Пеннетта (ITA)      | 3,621 | 20 | 13 | 6  | 28 | ▲ 5  |
| 9  | Луціє Шафарова (CZE)       | 3,590 | 22 | 17 | 5  | 17 | ▲ 8  |
| 10 | Анджелік Кербер (GER)      | 3,590 | 25 | 10 | 7  | 16 | ▬    |
| 11 | Кароліна Плішкова (CZE)    | 3,285 | 26 | 24 | 7  | 25 | ▲ 13 |
| 12 | Тімеа Бачинскі (SUI)       | 3,133 | 17 | 48 | 10 | 47 | ▲ 35 |
| 13 | Карла Суарес Наварро (ESP) | 3,090 | 25 | 18 | 8  | 17 | ▲ 5  |
| 14 | Белінда Бенчич (SUI)       | 2,900 | 24 | 33 | 12 | 37 | ▲ 19 |
| 15 | Роберта Вінчі (ITA)        | 2,785 | 25 | 49 | 15 | 58 | ▲ 34 |
| 16 | Ана Іванович (SRB)         | 2,645 | 19 | 5  | 5  | 16 | ▼ 11 |
| 17 | Каролін Возняцкі (DEN)     | 2,641 | 24 | 8  | 4  | 17 | ▼ 9  |
| 18 | Медісон Кіз (USA)          | 2,600 | 19 | 31 | 16 | 35 | ▲ 13 |
| 19 | Еліна Світоліна (UKR)      | 2,590 | 25 | 29 | 15 | 29 | ▲ 10 |
| 20 | Сара Еррані (ITA)          | 2,525 | 26 | 15 | 12 | 22 | ▼ 5  |

#### 1-й номер рейтингу
| Утримувач            | Коли здобула     | Коли позбулася                       |
| -------------------- | ---------------- | ------------------------------------ |
| Серена Вільямс (USA) | Кінець 2014 року | Утримувала впродовж усього 2015 року |

### Парний розряд
| Рейтинг гонки до Чемпіонату WTA станом на 26 жовтня 2015 | Рейтинг гонки до Чемпіонату WTA станом на 26 жовтня 2015 | Рейтинг гонки до Чемпіонату WTA станом на 26 жовтня 2015 | Рейтинг гонки до Чемпіонату WTA станом на 26 жовтня 2015 | Рейтинг гонки до Чемпіонату WTA станом на 26 жовтня 2015 |
| #                                                        | Гравчиня                                                 | Очки                                                     | Турнірів                                                 |                                                          |
| -------------------------------------------------------- | -------------------------------------------------------- | -------------------------------------------------------- | -------------------------------------------------------- | -------------------------------------------------------- |
| 1                                                        | Мартіна Хінгіс (SUI) Саня Мірза (IND)                    | 10,085                                                   | 15                                                       |                                                          |
| 2                                                        | Бетані Маттек-Сендс (USA) Луціє Шафарова (CZE)           | 6,390                                                    | 8                                                        |                                                          |
| 3                                                        | Кейсі Деллаква (AUS) Ярослава Шведова (KAZ)              | 5,111                                                    | 8                                                        |                                                          |
| 4                                                        | Катерина Макарова (RUS) Олена Весніна (RUS)              | 4,586                                                    | 10                                                       |                                                          |
| 5                                                        | Тімеа Бабош (HUN) Крістіна Младенович (FRA)              | 4,340                                                    | 18                                                       |                                                          |
| 6                                                        | Чжань Хаоцін (TPE) Чжань Юнжань (TPE)                    | 3,705                                                    | 13                                                       |                                                          |
| 7                                                        | Каролін Гарсія (FRA) Катарина Среботнік (SLO)            | 3,705                                                    | 18                                                       |                                                          |
| 8                                                        | Ракель Копс-Джонс (USA) Абігейл Спірс (USA)              | 3,380                                                    | 19                                                       |                                                          |
| 9                                                        | Андреа Главачкова (CZE) Луціє Градецька (CZE)            | 3,130                                                    | 17                                                       |                                                          |
| 10                                                       | Гарбінє Мугуруса (ESP) Карла Суарес Наварро (ESP)        | 3,100                                                    | 13                                                       |                                                          |

| Champion |

#### 1-й номер рейтингу
| Утримувач                             | Коли посіли           | Коли полишили         |
| ------------------------------------- | --------------------- | --------------------- |
| Сара Еррані (ITA) Роберта Вінчі (ITA) | Станом на кінець 2014 | 12 квітня 2015        |
| Саня Мірза (IND)                      | 13 квітня 2015        | Станом на кінець 2015 |

## Лідерки за призовими
| #                                                             | Гравчиня                 | Одиночний розряд | Парний розряд | Змішаний розряд | Year-to-date |
| ------------------------------------------------------------- | ------------------------ | ---------------- | ------------- | --------------- | ------------ |
| 1                                                             | Серена Вільямс (USA)     | $10,582,642      | $0            | $0              | $10,582,642  |
| 2                                                             | Гарбінє Мугуруса (ESP)   | $4,168,418       | $329,890      | $0              | $4,498,308   |
| 3                                                             | Флавія Пеннетта (ITA)    | $4,174,427       | $231,578      | $0              | $4,406,005   |
| 4                                                             | Агнешка Радванська (POL) | $4,102,293       | $0            | $0              | $4,102,293   |
| 5                                                             | Марія Шарапова (RUS)     | $3,949,284       | $0            | $0              | $3,949,284   |
| 6                                                             | Сімона Халеп (ROU)       | $3,890,231       | $22,896       | $5,000          | $3,918,127   |
| 7                                                             | Петра Квітова (CZE)      | $3,038,722       | $0            | $0              | $3,038,722   |
| 8                                                             | Люціє Шафарова (CZE)     | $2,195,988       | $750,273      | $0              | $2,946,261   |
| 9                                                             | Вінус Вільямс (USA)      | $2,404,419       | $0            | $0              | $2,404,419   |
| 10                                                            | Роберта Вінчі (ITA)      | $2,220,284       | $89,537       | $0              | $2,309,821   |
| призові гроші наведено в US$ станом на 9 листопада 2015 [ 9 ] |                          |                  |               |                 |              |

## Лідерки за статистикою
станом на 16 листопада 2015
| Ейси | Ейси                | Ейси | Ейси   |
|      | Гравчиня            | Ейси | Матчів |
| ---- | ------------------- | ---- | ------ |
| 1    | Кароліна Плішкова   | 517  | 75     |
| 2    | Серена Вільямс      | 498  | 53     |
| 3    | Медісон Кіз         | 328  | 49     |
| 4    | Саманта Стосур      | 282  | 55     |
| 5    | Крістіна Младенович | 270  | 59     |
| 6    | Луціє Шафарова      | 267  | 52     |
| 7    | Сабіне Лісіцкі      | 262  | 41     |
| 8    | Коко Вандевей       | 260  | 41     |
| 9    | Каролін Гарсія      | 255  | 56     |
| 10   | Вінус Вільямс       | 235  | 52     |

| Подвійні помилки | Подвійні помилки       | Подвійні помилки | Подвійні помилки |
|                  | Гравчиня               | DFs              | Матчів           |
| ---------------- | ---------------------- | ---------------- | ---------------- |
| 1                | Каміла Джорджі         | 458              | 46               |
| 2                | Алізе Корне            | 302              | 49               |
| 3                | Міряна Лучич-Бароні    | 274              | 42               |
| 4                | Анастасія Павлюченкова | 260              | 55               |
| 5                | Єлена Янкович          | 256              | 64               |
| 6                | Ана Іванович           | 235              | 47               |
| 7                | Кароліна Плішкова      | 234              | 75               |
| 8                | Анна Кароліна Шмідлова | 233              | 58               |
| 9                | Крістіна Младенович    | 233              | 59               |
| 10               | Марія Шарапова         | 232              | 44               |

| Відсоток перших подач | Відсоток перших подач | Відсоток перших подач | Відсоток перших подач |
|                       | Гравчиня              | %                     | Матчів                |
| --------------------- | --------------------- | --------------------- | --------------------- |
| 1                     | Сара Еррані           | 82.8                  | 72                    |
| 2                     | Тельяна Перейра       | 73.2                  | 25                    |
| 3                     | Анніка Бек            | 72.7                  | 41                    |
| 4                     | Курумі Нара           | 71.2                  | 43                    |
| 5                     | Александра Дулгеру    | 69.7                  | 27                    |
| 6                     | Заріна Діяс           | 69.2                  | 46                    |
| 7                     | Моніка Нікулеску      | 68.8                  | 41                    |
| 8                     | Лара Арруабаррена     | 68.6                  | 32                    |
| 9                     | Анджелік Кербер       | 68.4                  | 72                    |
| 10                    | Каролін Возняцкі      | 68.2                  | 62                    |

| Відсоток других подач | Відсоток других подач | Відсоток других подач | Відсоток других подач |
|                       | Гравчиня              | %                     | Матчів                |
| --------------------- | --------------------- | --------------------- | --------------------- |
| 1                     | Франческа Ск'явоне    | 47.2                  | 30                    |
| 2                     | Клара Коукалова       | 47.1                  | 35                    |
| 3                     | Данка Ковінич         | 46.6                  | 30                    |
| 4                     | Луціє Градецька       | 46.6                  | 34                    |
| 5                     | Коко Вандевей         | 46.0                  | 41                    |
| 6                     | Татьяна Марія         | 45.2                  | 26                    |
| 7                     | Міряна Лучич-Бароні   | 44.3                  | 42                    |
| 8                     | Каміла Джорджі        | 44.2                  | 46                    |
| 9                     | Флавія Пеннетта       | 43.8                  | 46                    |
| 10                    | Александра Крунич     | 43.5                  | 31                    |

| Виграно очок на першій подачі | Виграно очок на першій подачі | Виграно очок на першій подачі | Виграно очок на першій подачі |
|                               | Гравчиня                      | %                             | Матчів                        |
| ----------------------------- | ----------------------------- | ----------------------------- | ----------------------------- |
| 1                             | Серена Вільямс                | 75.9                          | 53                            |
| 2                             | Луціє Градецька               | 71.9                          | 34                            |
| 3                             | Кароліна Плішкова             | 71.7                          | 75                            |
| 4                             | Марія Шарапова                | 71.5                          | 44                            |
| 5                             | Коко Вандевей                 | 70.3                          | 41                            |
| 6                             | Медісон Кіз                   | 70.3                          | 49                            |
| 7                             | Луціє Шафарова                | 70.1                          | 52                            |
| 8                             | Вінус Вільямс                 | 69.8                          | 52                            |
| 9                             | Петра Квітова                 | 69.7                          | 51                            |
| 10                            | Саманта Стосур                | 68.8                          | 55                            |

| Виграно очок на другій подачі | Виграно очок на другій подачі | Виграно очок на другій подачі | Виграно очок на другій подачі |
|                               | Гравчиня                      | %                             | Матчів                        |
| ----------------------------- | ----------------------------- | ----------------------------- | ----------------------------- |
| 1                             | Саманта Стосур                | 53.1                          | 55                            |
| 2                             | Катерина Макарова             | 51.4                          | 41                            |
| 3                             | Коко Вандевей                 | 49.7                          | 41                            |
| 4                             | Юганна Ларссон                | 49.7                          | 44                            |
| 5                             | Луціє Шафарова                | 49.6                          | 52                            |
| 6                             | Слоун Стівенс                 | 49.6                          | 52                            |
| 7                             | Марія Шарапова                | 48.8                          | 44                            |
| 8                             | Серена Вільямс                | 48.8                          | 53                            |
| 9                             | Медісон Кіз                   | 48.5                          | 49                            |
| 10                            | Тімеа Бачинскі                | 48.2                          | 51                            |

| Виграно очок на своїй подачі | Виграно очок на своїй подачі | Виграно очок на своїй подачі | Виграно очок на своїй подачі |
|                              | Гравчиня                     | %                            | Матчів                       |
| ---------------------------- | ---------------------------- | ---------------------------- | ---------------------------- |
| 1                            | Серена Вільямс               | 64.4                         | 53                           |
| 2                            | Марія Шарапова               | 62.5                         | 44                           |
| 3                            | Луціє Шафарова               | 62.4                         | 52                           |
| 4                            | Саманта Стосур               | 62.2                         | 55                           |
| 5                            | Медісон Кіз                  | 61.7                         | 49                           |
| 6                            | Петра Квітова                | 61.4                         | 51                           |
| 7                            | Кароліна Плішкова            | 61.2                         | 75                           |
| 8                            | Коко Вандевей                | 60.8                         | 41                           |
| 9                            | Агнешка Радванська           | 60.6                         | 72                           |
| 10                           | Катерина Макарова            | 60.1                         | 41                           |

| Виграно очок на чужій подачі | Виграно очок на чужій подачі | Виграно очок на чужій подачі | Виграно очок на чужій подачі |
|                              | Гравчиня                     | %                            | Матчів                       |
| ---------------------------- | ---------------------------- | ---------------------------- | ---------------------------- |
| 1                            | Сара Еррані                  | 50.8                         | 72                           |
| 2                            | Симона Халеп                 | 48.4                         | 64                           |
| 3                            | Анніка Бек                   | 48.0                         | 41                           |
| 4                            | Вікторія Азаренко            | 47.6                         | 44                           |
| 5                            | Серена Вільямс               | 47.5                         | 53                           |
| 6                            | Анджелік Кербер              | 47.4                         | 72                           |
| 7                            | Агнешка Радванська           | 47.2                         | 72                           |
| 8                            | Каролін Возняцкі             | 47.0                         | 62                           |
| 9                            | Тельяна Перейра              | 46.9                         | 25                           |
| 10                           | Марія Шарапова               | 46.8                         | 44                           |

| Виграно геймів на своїй подачі | Виграно геймів на своїй подачі | Виграно геймів на своїй подачі | Виграно геймів на своїй подачі |
|                                | Гравчиня                       | %                              | Матчів                         |
| ------------------------------ | ------------------------------ | ------------------------------ | ------------------------------ |
| 1                              | Серена Вільямс                 | 81.1                           | 53                             |
| 2                              | Марія Шарапова                 | 79.9                           | 44                             |
| 3                              | Луціє Шафарова                 | 77.9                           | 52                             |
| 4                              | Саманта Стосур                 | 76.0                           | 55                             |
| 5                              | Кароліна Плішкова              | 75.8                           | 75                             |
| 6                              | Медісон Кіз                    | 75.2                           | 49                             |
| 7                              | Петра Квітова                  | 74.8                           | 51                             |
| 8                              | Агнешка Радванська             | 73.4                           | 72                             |
| 9                              | Катерина Макарова              | 73.4                           | 41                             |
| 10                             | Гарбінє Мугуруса               | 73.1                           | 58                             |

| Виграно геймів на чужій подачі | Виграно геймів на чужій подачі | Виграно геймів на чужій подачі | Виграно геймів на чужій подачі |
|                                | Гравчиня                       | %                              | Матчів                         |
| ------------------------------ | ------------------------------ | ------------------------------ | ------------------------------ |
| 1                              | Сара Еррані                    | 51.9                           | 72                             |
| 2                              | Симона Халеп                   | 47.1                           | 64                             |
| 3                              | Вікторія Азаренко              | 45.4                           | 44                             |
| 4                              | Анніка Бек                     | 44.3                           | 41                             |
| 5                              | Агнешка Радванська             | 44.1                           | 72                             |
| 6                              | Анджелік Кербер                | 43.9                           | 72                             |
| 7                              | Серена Вільямс                 | 43.8                           | 53                             |
| 8                              | Каролін Возняцкі               | 43.2                           | 62                             |
| 9                              | Тельяна Перейра                | 43.0                           | 25                             |
| 10                             | Леся Цуренко                   | 42.5                           | 37                             |

| Відіграно брейк-пойнтів | Відіграно брейк-пойнтів | Відіграно брейк-пойнтів | Відіграно брейк-пойнтів |
|                         | Гравчиня                | %                       | Матчів                  |
| ----------------------- | ----------------------- | ----------------------- | ----------------------- |
| 1                       | Кароліна Плішкова       | 64.3                    | 75                      |
| 2                       | Серена Вільямс          | 63.4                    | 53                      |
| 3                       | Марія Шарапова          | 62.4                    | 44                      |
| 4                       | Вікторія Азаренко       | 62.1                    | 44                      |
| 5                       | Каролін Гарсія          | 61.5                    | 56                      |
| 6                       | Медісон Кіз             | 61.5                    | 49                      |
| 7                       | Алісон ван Ейтванк      | 61.0                    | 37                      |
| 8                       | Луціє Шафарова          | 60.9                    | 52                      |
| 9                       | Гарбінє Мугуруса        | 60.6                    | 58                      |
| 10                      | Слоун Стівенс           | 60.2                    | 52                      |

| Реалізовано брейк-пойнтів | Реалізовано брейк-пойнтів | Реалізовано брейк-пойнтів | Реалізовано брейк-пойнтів |
|                           | Гравчиня                  | %                         | Матчів                    |
| ------------------------- | ------------------------- | ------------------------- | ------------------------- |
| 1                         | Тельяна Перейра           | 56.7                      | 25                        |
| 2                         | Анніка Бек                | 53.9                      | 41                        |
| 3                         | Сара Еррані               | 53.3                      | 72                        |
| 4                         | Ірина Фалконі             | 52.6                      | 29                        |
| 5                         | Вікторія Азаренко         | 51.0                      | 44                        |
| 6                         | Лорен Девіс               | 50.9                      | 34                        |
| 7                         | Цветана Піронкова         | 50.3                      | 39                        |
| 8                         | Гезер Вотсон              | 50.2                      | 37                        |
| 9                         | Агнешка Радванська        | 49.8                      | 72                        |
| 10                        | Анна Кароліна Шмідлова    | 49.8                      | 58                        |

## Розподіл очок
Розподіл очок залишився здебільшого без змін. Кола основної сітки давали трішки менше очок, але чемпіонки отримували так само (П). Очки за кваліфікаційні кола (Q) змінились в обидва боки, в залежності від категорії турніру. Зароблені 2014 року очки зберігались упродовж 52 тижнів. Змінінвся розподіл очок за Фінал WTA та WTA Elite Trophy.
| Категорія                      | П     | Ф     | ПФ   | ЧФ                                                                                | R16                                                                               | R32                                                                               | R64                                                                               | R128                                                                              | Q                                                                                 | Q3                                                                                | Q2                                                                                | Q1                                                                                |                                                                                   |
| Великий шолом (S)              | 2000  | 1300  | 780  | 430                                                                               | 240                                                                               | 130                                                                               | 70                                                                                | 10                                                                                | 40                                                                                | 30                                                                                | 20                                                                                | 2                                                                                 |                                                                                   |
| Великий шолом (D)              | 2000  | 1300  | 780  | 430                                                                               | 240                                                                               | 130                                                                               | 10                                                                                | –                                                                                 | 40                                                                                | –                                                                                 | –                                                                                 | –                                                                                 |                                                                                   |
| WTA фінал (S)                  | 1500* | 1050* | 690* | (+70 за перемогу в матчі кругового турніру; +160 за перемогу в круговому турнірі) | (+70 за перемогу в матчі кругового турніру; +160 за перемогу в круговому турнірі) | (+70 за перемогу в матчі кругового турніру; +160 за перемогу в круговому турнірі) | (+70 за перемогу в матчі кругового турніру; +160 за перемогу в круговому турнірі) | (+70 за перемогу в матчі кругового турніру; +160 за перемогу в круговому турнірі) | (+70 за перемогу в матчі кругового турніру; +160 за перемогу в круговому турнірі) | (+70 за перемогу в матчі кругового турніру; +160 за перемогу в круговому турнірі) | (+70 за перемогу в матчі кругового турніру; +160 за перемогу в круговому турнірі) | (+70 за перемогу в матчі кругового турніру; +160 за перемогу в круговому турнірі) | (+70 за перемогу в матчі кругового турніру; +160 за перемогу в круговому турнірі) |
| WTA фінал (D)                  | 1500* | 1050* | 690* | (+70 за перемогу в матчі кругового турніру; +160 за перемогу в круговому турнірі) | (+70 за перемогу в матчі кругового турніру; +160 за перемогу в круговому турнірі) | (+70 за перемогу в матчі кругового турніру; +160 за перемогу в круговому турнірі) | (+70 за перемогу в матчі кругового турніру; +160 за перемогу в круговому турнірі) | (+70 за перемогу в матчі кругового турніру; +160 за перемогу в круговому турнірі) | (+70 за перемогу в матчі кругового турніру; +160 за перемогу в круговому турнірі) | (+70 за перемогу в матчі кругового турніру; +160 за перемогу в круговому турнірі) | (+70 за перемогу в матчі кругового турніру; +160 за перемогу в круговому турнірі) | (+70 за перемогу в матчі кругового турніру; +160 за перемогу в круговому турнірі) | (+70 за перемогу в матчі кругового турніру; +160 за перемогу в круговому турнірі) |
| WTA Premier Mandatory (96S)    | 1000  | 650   | 390  | 215                                                                               | 120                                                                               | 65                                                                                | 35                                                                                | 10                                                                                | 30                                                                                | –                                                                                 | 20                                                                                | 2                                                                                 |                                                                                   |
| WTA Premier Mandatory (64/60S) | 1000  | 650   | 390  | 215                                                                               | 120                                                                               | 65                                                                                | 10                                                                                | –                                                                                 | 30                                                                                | –                                                                                 | 20                                                                                | 2                                                                                 |                                                                                   |
| WTA Premier Mandatory (28/32D) | 1000  | 650   | 390  | 215                                                                               | 120                                                                               | 10                                                                                | –                                                                                 | –                                                                                 | –                                                                                 | –                                                                                 | –                                                                                 | –                                                                                 |                                                                                   |
| WTA Premier 5 (56S,64Q)        | 900   | 585   | 350  | 190                                                                               | 105                                                                               | 60                                                                                | 1                                                                                 | –                                                                                 | 30                                                                                | 22                                                                                | 15                                                                                | 1                                                                                 |                                                                                   |
| WTA Premier 5 (56/54S,48/32Q)  | 900   | 585   | 350  | 190                                                                               | 105                                                                               | 60                                                                                | 1                                                                                 | –                                                                                 | 30                                                                                | –                                                                                 | 20                                                                                | 1                                                                                 |                                                                                   |
| WTA Premier 5 (28D)            | 900   | 585   | 350  | 190                                                                               | 105                                                                               | 1                                                                                 | –                                                                                 | –                                                                                 | –                                                                                 | –                                                                                 | –                                                                                 | –                                                                                 |                                                                                   |
| WTA Premier 5 (16D)            | 900   | 585   | 350  | 190                                                                               | 1                                                                                 | –                                                                                 | –                                                                                 | –                                                                                 | –                                                                                 | –                                                                                 | –                                                                                 | –                                                                                 |                                                                                   |
| WTA Elite Trophy (S)           | 700*  | 440*  | 240* | (+40 за перемогу в матчі кругового турніру; +80 за перемогу в круговому турнірі)  | (+40 за перемогу в матчі кругового турніру; +80 за перемогу в круговому турнірі)  | (+40 за перемогу в матчі кругового турніру; +80 за перемогу в круговому турнірі)  | (+40 за перемогу в матчі кругового турніру; +80 за перемогу в круговому турнірі)  | (+40 за перемогу в матчі кругового турніру; +80 за перемогу в круговому турнірі)  | (+40 за перемогу в матчі кругового турніру; +80 за перемогу в круговому турнірі)  | (+40 за перемогу в матчі кругового турніру; +80 за перемогу в круговому турнірі)  | (+40 за перемогу в матчі кругового турніру; +80 за перемогу в круговому турнірі)  | (+40 за перемогу в матчі кругового турніру; +80 за перемогу в круговому турнірі)  |                                                                                   |
| WTA Premier (56S)              | 470   | 305   | 185  | 100                                                                               | 55                                                                                | 30                                                                                | 1                                                                                 | –                                                                                 | 25                                                                                | –                                                                                 | 13                                                                                | 1                                                                                 |                                                                                   |
| WTA Premier (32S)              | 470   | 305   | 185  | 100                                                                               | 55                                                                                | 1                                                                                 | –                                                                                 | –                                                                                 | 25                                                                                | 18                                                                                | 13                                                                                | 1                                                                                 |                                                                                   |
| WTA Premier (16D)              | 470   | 305   | 185  | 100                                                                               | 1                                                                                 | –                                                                                 | –                                                                                 | –                                                                                 | –                                                                                 | –                                                                                 | –                                                                                 | –                                                                                 |                                                                                   |
| WTA International (32S,32Q)    | 280   | 180   | 110  | 60                                                                                | 30                                                                                | 1                                                                                 | –                                                                                 | –                                                                                 | 18                                                                                | 14                                                                                | 10                                                                                | 1                                                                                 |                                                                                   |
| WTA International (32S,16Q)    | 280   | 180   | 110  | 60                                                                                | 30                                                                                | 1                                                                                 | –                                                                                 | –                                                                                 | 18                                                                                | –                                                                                 | 12                                                                                | 1                                                                                 |                                                                                   |
| WTA International (16D)        | 280   | 180   | 110  | 60                                                                                | 1                                                                                 | –                                                                                 | –                                                                                 | –                                                                                 | –                                                                                 | –                                                                                 | –                                                                                 | –                                                                                 |                                                                                   |

* Не програла жодного матчу в круговому турнірі.

## Завершили кар'єру
Нижче наведено список відомих гравчинь (переможниць головних титулів Туру, і/або тих, які перебували  в першій сотні рейтингу WTA в одиночному або парному розряді впродовж щонайменше тижня), які оголосили про завершення кар'єри, стали неактивними (після відсутності ігрової практики понад 52 тижні), або дискваліфіковані пожиттєво, впродовж сезону 2015:
| Список тих, хто завершив кар'єру |
| --- |
| - Жюлі Куен (нар. 2 грудня 1982, Ам'єн, Франція), розпочала кар'єру в про-турі 1999 року. Найвищого місця в рейтингу WTA, №60, досягнула 27 липня 2009 року. Найвищого рейтингу в парному розряді, №49, досягнула 19 квітня 2010 року. Виграла 10 титулів ITF в одиночному розряді й 16 - у парному. Найбільший виграш у її кар'єрі - перемога над 1-ю ракеткою світу і 1-ю сіяною Аною Іванович на Відкритому чемпіонаті США 2008. У листопаді 2015 року оголосила, що Open de Limoges 2015 буде її останнім турніром у професійній кар'єрі. - Марта Домаховська (нар. 16 січня 1986, Варшава, Польща), розпочала кар'єру в про-турі 2001 року. Найвищого місця в рейтингу WTA, №37, досягнула 3 квітня 2006 року. Найвищого рейтингу в парному розряді, №62, досягнула 30 січня 2006 року. Виграла один титул в парному розряді в турі WTA. Виграла 8 титулів в одиночному розряді й 5 у парному і турі ITF. На Відкритому чемпіонаті Австралії 2008 досягнула свого найкращого результату на турнірах Великого шолома, перед тим як поступилась Вінус Вільямс. У грудні 2015 року оголосила про завершення ігрової кар'єри. - Наталі Грандін (нар. 27 лютого 1981, Іст-Лондон, Південна Африка), розпочала кар'єру в про-турі 1999 року. Найвищого місця в рейтингу WTA, №144, досягнула 2005 року. Найвищого рейтингу в парному розряді, №22, досягнула 2012 року. Виграла один титул в парному розряді в турі WTA. У парному розряді турнірів Великого шолома досягнула чвертьфіналу на Відкритому чемпіонаті Австралії 2011. У грудні 2015 року вирішила завершити кар'єру, у віці 33 роки. - Патріція Майр-Ахлайтнер (нар. 8 листопада 1986, Рум, Австрія), розпочала кар'єру в про-турі 2003 року. 4 травня 2009 досягнула свого найвищого рейтингу в одиночному розряді, №70. 29 вересня 2014 досягнула свого найвищого рейтингу в парному розряді, 117. Виграла 17 титулів в одиночному розряді і 7 - парному в Турі ITF. Оголосила, що Generali Ladies Linz 2015 буде її останнім турніром, назвавши причиною хронічний біль у зв'язках. - Івонн Мойсбургер (нар 3 жовтня 1983, Дорнбірн, Австрія) розпочала кар'єру в про-турі 1999 року, 2014 року досягнула свого найвищого рейтингу в одиночному розряді, №37. Виграла один титул Туру WTA в одиночному розряді. Один раз досягнула третього кола на турнірі Великого шолома, на Відкритому чемпіонаті Австралії 2014. Була учасницею збірної Австрії в Кубку Федерації, за яку зіграла у 29 зустрічах між 2003 і 2014 роками. Вирішила завершити кар'єру після поразки на Відкритому чемпіонаті США 2014. Але в грудні заявила, що останнім турніром для неї стане Відкритий чемпіонат Австралії з тенісу 2015. На ньому зіграла свій останній матч, проти 29-ї сіяної австралійки Кейсі Деллаква. - Флавія Пеннетта ( 25 лютого 1982, Бриндізі, Італія), стала професіоналкою 2000 року на свій 18-й день народження, найвищого рейтингу в одиночному розряді, №6, досягнула 28 вересня 2015, а в парному розряді, №1 - 28 лютого 2011. Виграла Відкритий чемпіонат США з тенісу 2015 у фіналі перемігши свою співвітчизницю Роберту Вінчі і ставши, таким чином, найпершою серед жінок, хто виграв свій перший титул Великого шолома після тридцяти років і першою італійкою яка виграла Відкритий чемпіонат США в одиночному розряді. Як спеціалістка з парної гри вона виграла свій перший титул Великого шолома на Відкритому чемпіонаті Австралії 2011, а також досягнула ще двох фіналів на Відкритих чемпіонатах США 2005 і 2014. За кар'єру виграла 11 титулів WTA в одиночному розряді (включаючи Індіан-Веллс 2014), 17 - у парному розряді, а також 4 турніри на Кубок Федерації за збірну Італії. Наприкінці сезону, після здобуття перемоги на Відкритому чемпіонаті США, оголосила про завершення професійної кар'єри. Свій останній матч зіграла на Чемпіонаті WTA 2015. - Ксенія Первак (нар. 27 травня 1991, Челябінськ, Росія), стала професіоналкою 2005 року. Найвищого рейтингу в одиночному розряді, №37, досягнула 19 вересня 2011, а в парному, №123, - 30 січня 2012. Виграла один титул WTA в одиночному розряді на Tashkent Open 2011, де у фіналі перемогла Еву Бірнерову з рахунком. Досягнула четвертого кола на Вімблдоні 2011, у третьому колі перемігши Андреа Петкович. Виграла 9 титулів ITF в одиночному розряді й 3 - в парному. Наприкінці сезону оголосила про завершення кар'єри, назвавши причиною хронічні травми. Останній матч зіграла на Odlum Brown Vancouver Open 2015 і у 24 роки завершила кар'єру. - Ліза Реймонд (нар. 10 серпня 1973, Норристаун, США), стала професіоналкою 1989 року. Найвищого рейтингу в одиночному розряді, №15, досягнула 20 жовтня 1997, в парному №1 - 12 червня 2000. Виграла 11 титулів Великого шолома: 6 у парному розряді й 5 у змішаному парному. Також виграла чотири турніри WTA в одиночному розряді. За кар'єру заробила понад 9 мільйонів доларів. Одна з небагатьох тенісисток, яка виграла кар'єрний Великий шолом у парному розряді. Серед її партнерок в парному розряді такі легенди як Ліндсі Девенпорт, Мартіна Навратілова і Ренне Стаббс, а також Саманта Стосур, Квета Пешке, Кара Блек і Лізель Губер серед інших. Її партнером у змішаному парному розряді був Майк Браян, з яким здобула бронзову медаль на Олімпійських іграх 2012. Останній свій професійний матч зіграла на Відкритому чемпіонаті США 2015. - Шанелль Схеперс (нар. 13 березня 1984, Гаррисміт, Південна Африка), розпочала кар'єру в про-турі 2000 року. Найвищого рейтингу в одиночному розряді, №37, досягнула 2011 року, в парному, №42, - 2014. Виграла один титул WTA в одиночному розряді і два - парному. В одиночному розряді досягнула четвертого кола на Відкритому чемпіонаті Франції 2010, а в парному півфіналу на Вімблдоні 2013. У квітні 2015 року вирішила завершити кар'єру, у віці 31 років, для того щоб тренувати Алісон Ріск. |

## Відновили кар'єру
Following are notable players who will come back after retirements during the Тур WTA 2015 season:
| List of Comebacks |
| --- |
| - Марія Хосе Мартінес Санчес (born 12 серпня 1982 in Murcia, Іспанія), turned pro in 1998, ultimately winning five singles titles and 16 doubles titles on the WTA Tour. She also won 12 singles and 22 doubles titles on the ITF circuit. She reached a career-high ranking of world number 19 in singles on 10 May 2010, and of world no 5 in doubles on 18 січня 2010. Her best singles performance at grand slam was reaching the third round, a feat she achieved six times in total and at least once at all four tournaments. In doubles, she reached the semi-finals of a grand slam three times; at the Відкритий чемпіонат Франції з тенісу 2010, the Відкритий чемпіонат Франції з тенісу 2012 and the Відкритий чемпіонат США з тенісу 2012. She also won the Чемпіонат Туру WTA doubles title in 2009, partnering Нурія Льягостера Вівес, and reached the semi-finals of the 2009 Tournament of Champions (the first edition of the event to be held). After the pregnancy, she returned to the tour in the doubles draw of Miami Open in pair with Віра Душевіна. - Каталін Мароші (народилась 12 листопада 1979 у м. Георгень, Румунія), turned professional in October 1995, reaching a career high singles ranking of number 101 in May 2000 and the doubles no. 38 ranking in February 2013. Marosi lost all three WTA doubles finals she reached, but won 15 singles titles and 31 doubles titles on the ITF tour. After two years, she returned to the main tour in the doubles draw of Katowice Open in pair with Оксана Калашникова. - Анастасія Севастова (born 13 квітня 1990 in Liepāja, Latvia), turned professional in 2006 (first retirement in 2013). She is a former world No. 37 in singles. Sevastova won one singles title on the WTA tour. In Grand Slams singles, she reached a fourth round on the Відкритий чемпіонат Австралії з тенісу 2011. She returned to the tour receiving a wildcard to compete in Sharm-El Sheik, an ITF $10,000 event, starting on January 26. - Амра Садікович (born 6 May 1989 in Prilep, Yugoslavia), turned professional in 2007 (first retirement in 2014). She is a former world No. 179 in singles. Sadiković won eight singles titles and eleven doubles titles on the ITF tour. In Grand Slams singles, she reached a second round of qualification on the Відкритий чемпіонат США з тенісу 2013. She returned to the tour receiving a wildcard to compete in Essen, an ITF $25,000 event, starting on June 8. - Патті Шнідер (born 14 грудня 1978 in Базель, Швейцарія), turned professional in 1994 (first retirement in 2011), reaching a career high ranking of 7 in 2005 and winning 11 WTA titles. She also made the semi finals of the Відкритий чемпіонат Австралії з тенісу 2004 and has made the quarter finals at the French Open і US Open twice each. She will return at an ITF circuit event in Darmstadt where she will play Sofiya Kovalets of Ukraine in the first round. |

## Нагороди
| Список володарок нагород                         | Список володарок нагород              | Список володарок нагород                                |
| Нагорода                                         | Володарка                             | Країна                                                  |
| ------------------------------------------------ | ------------------------------------- | ------------------------------------------------------- |
| Гравчиня року                                    | Серена Вільямс                        | United States                                           |
| Команда року в парному розряді                   | Мартіна Хінгіс Саня Мірза             | Шаблон:Дані країни Switzerland Шаблон:Дані країни India |
| Новачка року                                     | Дарія Гаврилова                       | Russia                                                  |
| Найбільший прогрес                               | Тімеа Бачинскі                        | Шаблон:Дані країни Switzerland                          |
| Найбільший прогрес                               | Вінус Вільямс                         | United States                                           |
| Нагорода за спортивну поведінку Карен Крантцке   | Петра Квітова                         | Чехія                                                   |
| Peachy Kellmeyer Player Service Award            | Луціє Шафарова                        | Чехія                                                   |
| Приз глядацьких симпатій                         | Агнешка Радванська                    | Шаблон:Дані країни Poland                               |
| WTA матч року глядацьких симпатій                | Агнешка Радванська — Гарбінє Мугуруса | Шаблон:Дані країни Poland · Spain                       |
| Матч року Великого шолома глядацьких симпатій    | Вікторія Азаренко — Анджелік Кербер   | Білорусь Шаблон:Дані країни Germany                     |
| Вигране очко року глядацьких симпатій            | Агнешка Радванська                    | Шаблон:Дані країни Poland                               |
| Турнір Premier Mandatory року                    | BNP Paribas Open                      | United States                                           |
| Турнір Premier 5 Tournament року                 | Dubai Tennis Championships            | ОАЕ                                                     |
| Турнір International року (Америка)              | Abierto Mexicano Telcel               | Шаблон:Дані країни Mexico                               |
| Турнір International року (Азія/Океанія)         | ASB Classic                           | Шаблон:Дані країни New Zealand                          |
| Турнір International року (Європа/Середній Схід) | Swedish Open                          | Шаблон:Дані країни Sweden                               |